# Histoire de la soierie à Lyon
Vous lisez un « bon article » labellisé en 2013.

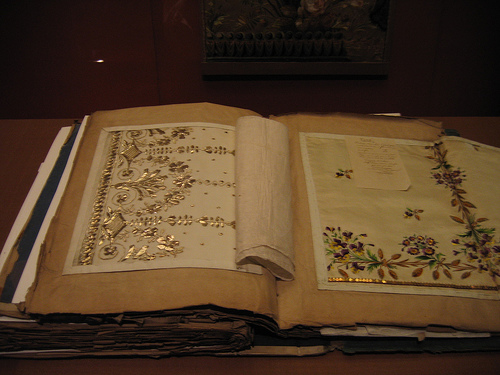
Catalogue de motifs de soies, musée des Tissus de Lyon.

L’histoire de la soierie à Lyon comprend l'étude de l'ensemble des acteurs de l'industrie de la soie à Lyon. Le secteur soyeux lyonnais tout au long de son histoire comprend toutes les étapes de la fabrication et de la vente d'un tissu en soie à partir de la soie grège : filature, création d'un motif, tissage, apprêt, commercialisation. L'ensemble du secteur est dénommé la « Fabrique ».
S'étendant sur cinq siècles, cette histoire commence sur les bords de Saône à la Renaissance, grâce aux foires qui permettent l'installation de marchands de tissu. Sur décision royale, les premiers tisserands s'installent sous François Ier et prospèrent rapidement. Ce premier élan industriel est rompu par les guerres de religion.
L'arrivée, au début du XVIIe siècle, du métier à la tire permet à la Fabrique de maîtriser les tissus à motifs. Son essor européen commence avec le règne de Louis XIV, la mode de la cour de Versailles s'imposant à toutes les autres cours européennes, et entraînant la soie lyonnaise du même coup. Au XVIIIe siècle, les soyeux lyonnais maintiennent leur position grâce à de constantes innovations techniques, des dessinateurs de qualité et une innovation stylistique permanente.
La Révolution française porte un rude coup à la Fabrique, mais Napoléon soutient vigoureusement le secteur qui traverse le XIXe siècle en connaissant son apogée. Lyon est alors la capitale mondiale de la soie. Elle s'impose à toutes les autres industries soyeuses d'Europe et exporte largement dans le monde entier tous les types de tissus possibles. Sous le Second Empire, elle est la plus puissante industrie exportatrice française.
Si les premières difficultés apparaissent dans les années 1880, l'arrivée des textiles artificiels aura raison de la production industrielle lyonnaise de soie au cours du XXe siècle, les fabricants traditionnels ne parvenant pas à s'adapter, ou trop tardivement. L'industrie soyeuse s'effondre dans les années 1930 et, malgré de nombreuses tentatives de relance après la Seconde Guerre mondiale, l'activité dans la ville se trouve réduite à la haute couture et à la restauration de tissus anciens.

## La soie avant son arrivée à Lyon

### L'origine chinoise
La technique de fabrication du fil de soie à partir du cocon de ver à soie est découverte en Chine sous la dynastie des Shang (XVIIe – XIe siècles av. J.-C.). Longtemps demeurée monopole chinois, elle est importée à grand frais par l'Empire romain jusque vers le VIe siècle, où dit-on des moines envoyés par l'empereur byzantin Justinien Ier rapportent en Europe des œufs de ver à soie volés.

### L'introduction en Europe

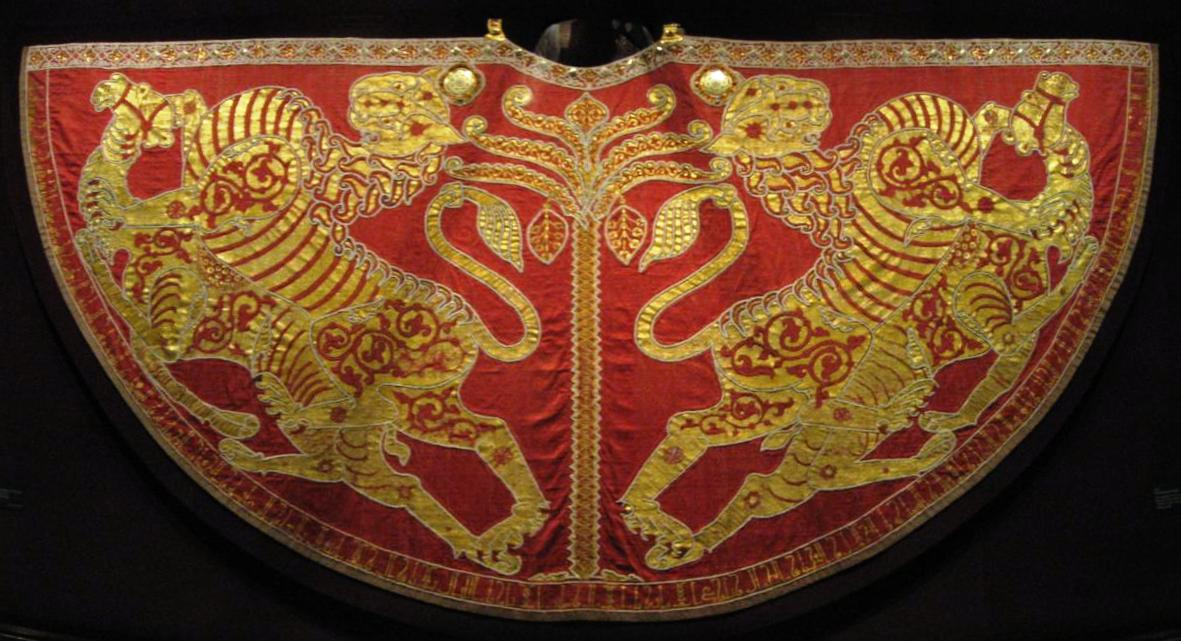
Manteau du roi Roger II de Sicile, conservé dans le trésor de Hofburg à Vienne (1133/1134).

La soie existe en Europe depuis le IVe siècle dans le monde byzantin. La technique du tissage de la soie est ensuite transmise à la civilisation musulmane, où elle prospère durant le Moyen Âge. C'est par ce biais que le tissage de la soie est introduit dans le monde médiéval chrétien. Quand Roger de Hauteville conquiert la Sicile musulmane, dans la deuxième moitié du XIe siècle, il en conserve en partie la culture et il se crée alors une civilisation originale, nommée culture de la Sicile normande. Un objet emblématique de cette transmission est le manteau de couronnement en soie brodée de Roger II, roi de Sicile. Jusqu'au XIIIe siècle, le tissage de la soie en Europe chrétienne se limite à la Sicile et à la Calabre, avant de se diffuser vers Lucques, Venise, et d'autres villes italiennes,. Un autre canal de transmission est l'Espagne musulmane, reconquise par les chrétiens sur plusieurs siècles, mais dont les apports techniques et artistiques sont bien réels, ainsi qu'en témoignent des motifs typiquement espagnols reproduits dans les cités italiennes.

## La Renaissance: la naissance de la Fabrique
Pour un article plus général, voir Lyon à la Renaissance.
La fabrication de la soie à Lyon apparaît à la Renaissance. Profitant d'un environnement très favorable grâce aux foires, à une grande liberté dans l'organisation du métier et à la présence régulière de monarques, l'industrie soyeuse se développe rapidement. Elle atteint un premier âge d'or sous le règne d'Henri II avant de subir une crise sévère durant les guerres de religion.

### Première tentative

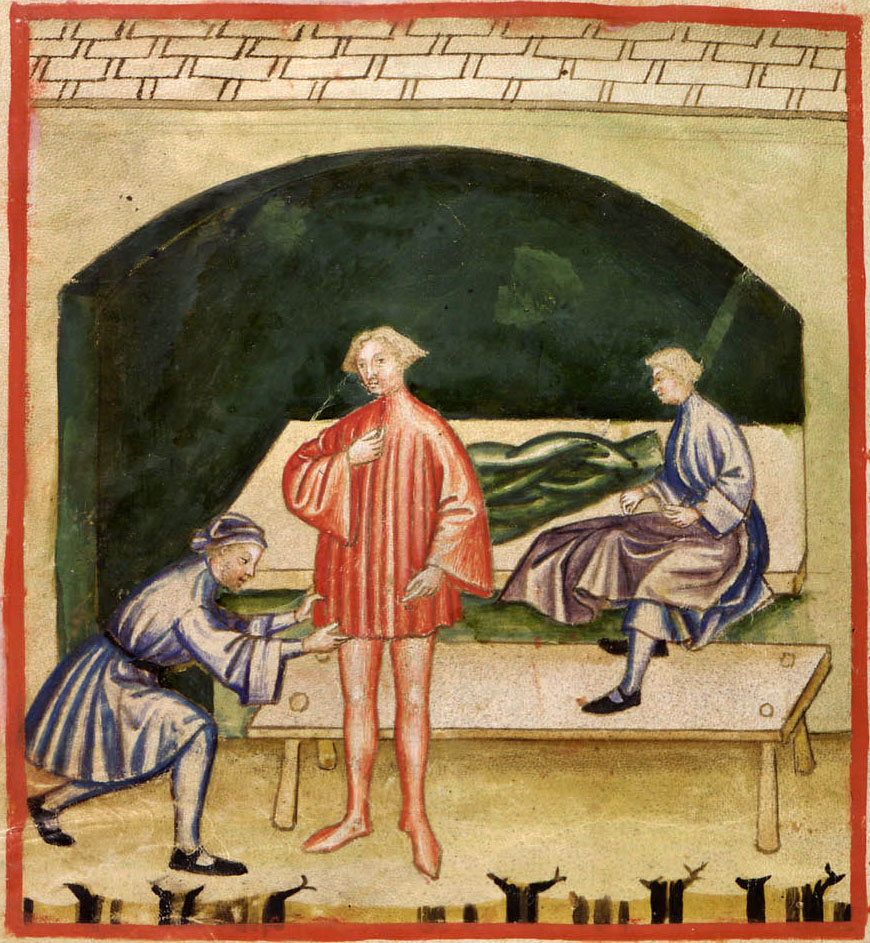
Marchands de tissu d'après une illustration d'un manuscrit du Tacuinum sanitatis.

Au XVe siècle, Lyon est un lieu d'échanges important auquel Charles VII donne le droit d'organiser deux foires libres de taxes. Passant progressivement à trois, puis à quatre par an en 1463, elles se développent rapidement et prennent une grande importance dans le commerce européen de la Renaissance. Il s'y vend, entre autres marchandises, de nombreuses soieries en provenance principalement d'Italie.
Pour enrayer la fuite des devises due au goût immodéré des élites françaises pour la soie étrangère, Louis XI souhaite créer une manufacture de soie à Lyon. Par l'ordonnance du 23 novembre 1466, il enjoint aux bourgeois lyonnais de financer l'établissement d'ateliers dans leur ville. Toutefois ces derniers, soucieux de ne pas gêner leurs principaux partenaires commerciaux et bancaires italiens, traînent les pieds et la tentative achoppe. Les quelques ouvriers installés dans la cité sont envoyés à Tours, au château de Plessis-lèz-Tours, en 1470,.
Ce refus des marchands lyonnais s'explique également par une conjoncture qui ne leur semble alors pas favorable à cette industrie. La main-d'œuvre n'est pas assez abondante en ville pour permettre une production bon marché et les gains du simple commerce de la soie sont, en comparaison, certains et réguliers. Les marchands soyeux italiens sont alors indispensables à la bonne marche des foires naissantes, et soutenir la naissance d'une industrie qui concurrencerait leurs cités d'origine risquerait de les faire fuir. C'est la modification de cet environnement qui permettra, une cinquantaine d'années plus tard, la véritable naissance de la soie lyonnaise.
Entre-temps, un marchand lucquois, Nicolas de Guide, tente de tisser de la soie à Lyon en 1514, mais il est violemment pris à partie par des compatriotes, qui l'accusent de faire concurrence à sa propre cité. Non soutenu par le consulat, il abandonne,.

### Turquet et Naris: la naissance de l'industrie soyeuse lyonnaise
En 1536, Étienne Turquet et Barthélemy Naris, négociants piémontais fixés à Lyon, souhaitent y établir des manufactures pour la fabrication des étoffes précieuses. François Ier, par lettres patentes, accepte de leur donner les mêmes privilèges qu'à la ville de Tours, et installe ainsi la corporation des ouvriers en « draps d'or, d'argent et de soye »,. Turquet, Naris et leurs ouvriers sont déclarés francs de tout impôt et de tout service de garde ou de milice, à la condition qu'ils travaillent dans la ville et non au dehors,. Turquet monte la société de la « Fabrique lyonnaise de soierie », avec l'aide de bourgeois lyonnais, dont les frères Senneton, et de banquiers, dont les Camus, La Porte, Faure ; il fait venir des ouvriers d'Avignon ou de Gênes.

### L'essor immédiat de l'industrie de la soie

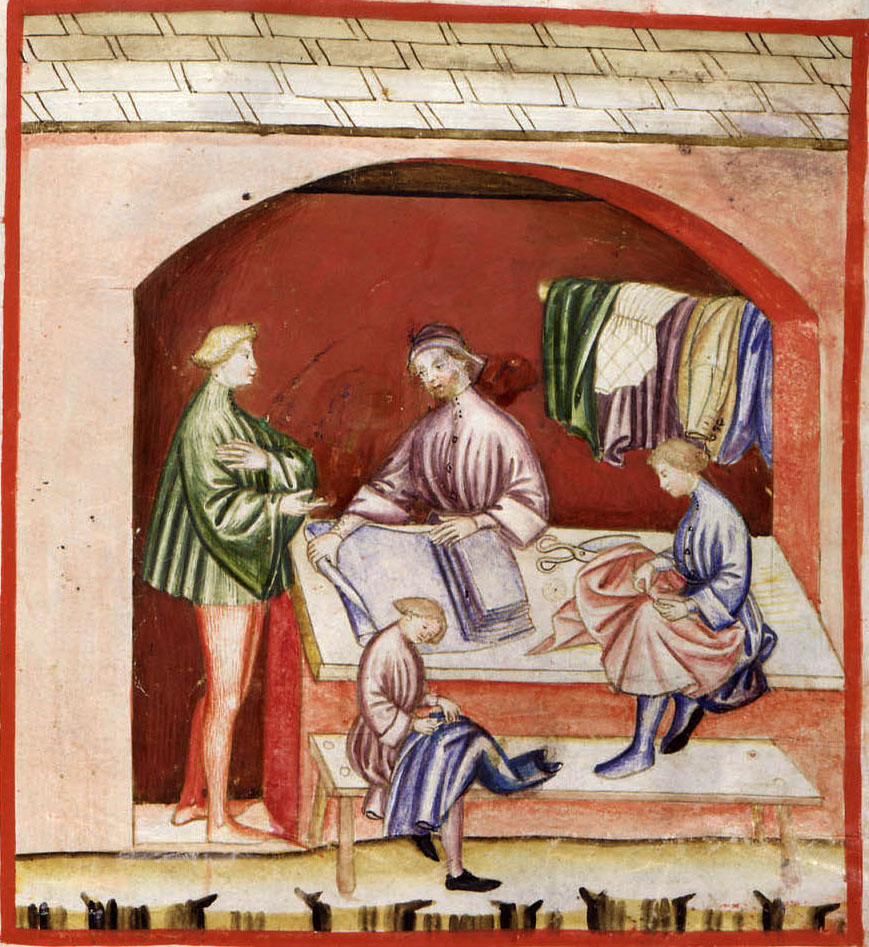
Marchands de soie, d'après une illustration d'un manuscrit du Tacuinum sanitatis.

Soutenue par le roi, qui donne à Lyon le monopole de l'importation de soie grège en 1540, l'industrie soyeuse connaît tout de suite le succès. En 1548, lors du défilé pour l'entrée de Henri II, 459 maîtres de métiers défilent ; entre 800 et 1 000 personnes vivent de la soierie à Lyon,. Cette croissance rapide s'explique en partie grâce à un contexte économique favorable, une main-d'œuvre disponible abondante et un cadre réglementaire souple. En effet, Lyon est alors une ville très libre et où les artisans ne sont pas sous la contrainte de corporations fermées, cette liberté étant protégée par les lettres patentes royales de 1486 et 1511. La première compagnie de Turquet et Naris est dissoute en 1540, chacun poursuivant l'activité isolément. Apparaissent alors plusieurs maîtres soyeux dont Gibert de Crémone (qui fait également tisser à Saint-Chamond), Leydeul ou Rollet Viard, lequel possède également des métiers à Avignon.
L'essor important de l'activité impose, dès 1554, l'établissement des premiers règlements pour organiser l'activité et la corporation. Ceux-ci sont rédigés par les maîtres des métiers et les notables du consulat, puis officialisés par le roi. D'après Roger Doucet, l'apogée de cette première période de la soierie lyonnaise a lieu durant le règne de Henri II. Estimer l'évolution réelle de la production est délicat. Les chiffres fournis par le consulat sont difficiles à exploiter car souvent grossis par les intéressés et mélangeant dans un même groupe les travailleurs de la soie et de la laine. Néanmoins, cette industrie nouvelle parvient à s'imposer face aux importations de soieries italiennes dans le royaume de France, en étant moins chère que les étoffes d'entrée de gamme de ces dernières. Richard Gascon s'appuie sur l'entrée des balles de soie non-ouvrée ou semi-ouvrée, et donc destinée à la production de tissu, pour proposer l'estimation suivante : entre 1522 et 1544, le volume aurait pu être multiplié par 2,5 et par huit entre 1544 et 1569.
Cette réussite ne doit pas cacher que pendant toute cette période, la Fabrique ne sait fabriquer que des tissus unis, qui ne concurrencent pas les productions haut de gamme des cités italiennes. Malgré quelques motifs obtenus à l'aide de ligatures ou de baguettes par les artisans lyonnais, les artisans transalpins restent seuls maîtres de la fabrication des façonnés. Il faut attendre les années 1600 pour que Lyon y parvienne, avec les évolutions techniques apportées par Claude Dangon, très probablement importées d'Italie.

### Crise des guerres de religion

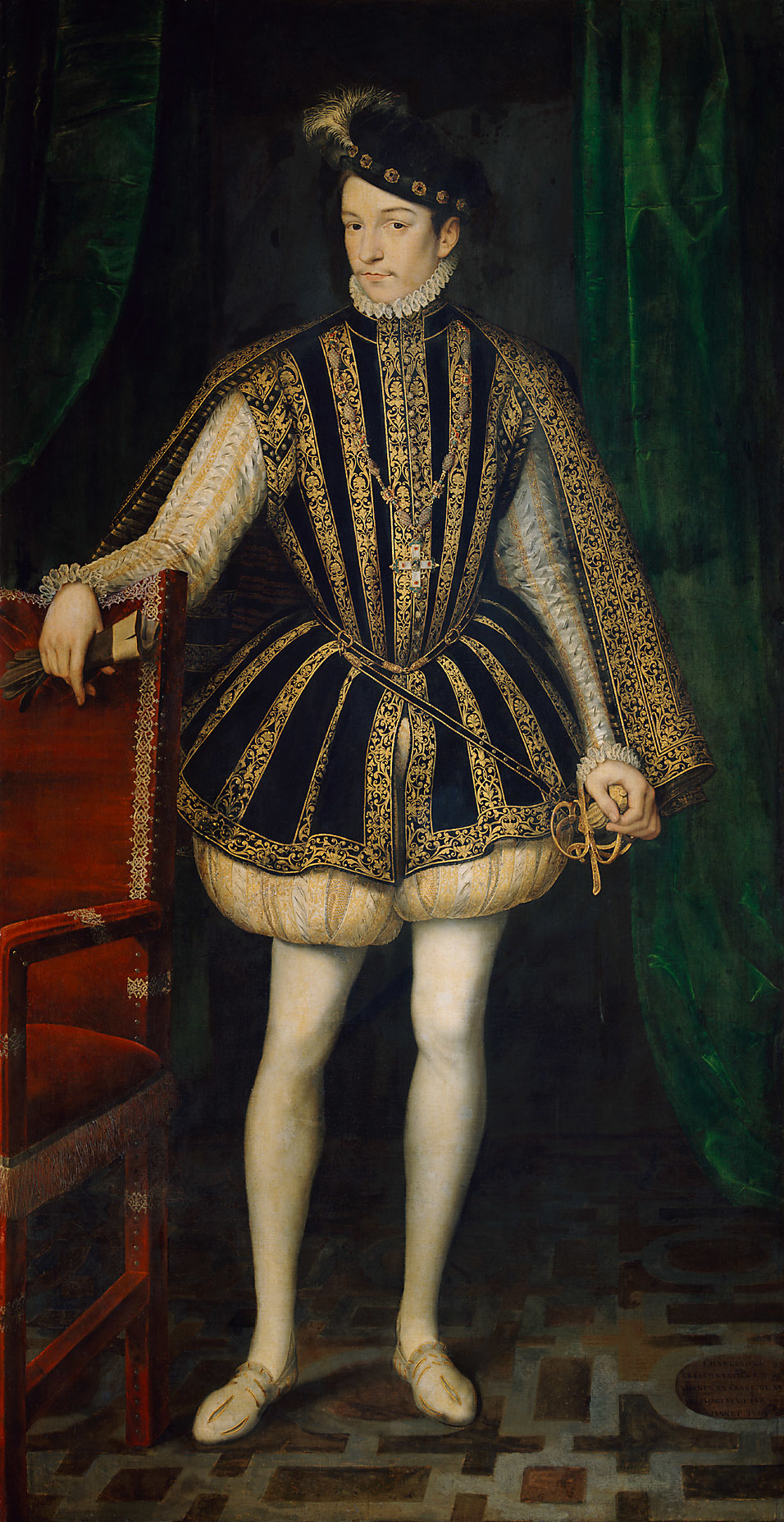
Charles IX, roi de France qui précipite la crise de la soie lyonnaise, tableau de François Clouet, Musée d'Histoire de l'art de Vienne.

L'occupation par les forces protestantes de la ville en 1562 et 1563 provoque une crise qui pourrait être passagère, mais qui, accompagnée d'autres évènements négatifs, entraîne la soierie lyonnaise dans la première dépression cyclique de son histoire.
Avec la prise du pouvoir à Lyon par les protestants en 1562, de nombreux grands marchands, qui sont aussi de grands fabricants, quittent la ville. Les métiers manquent brutalement de matière première, et les circuits commerciaux pour l'écoulement de la production se réduisent fortement. La peste des années suivantes accentue la dépression ; dans les plaintes qu'ils envoient au roi, les maîtres soyeux qui sont restés avancent que les deux tiers des ouvriers ont disparu.
À ces catastrophes ponctuelles s'ajoute un évènement affaiblissant la soie lyonnaise, qui doit faire face à une vive concurrence. En 1563, Charles IX, alors âgé de treize ans et qui vient de prendre possession d'un pays ravagé par les divisions religieuses, décide de taxer l'entrée de la soie grège dans le royaume à hauteur de 50 %. Cela entraîne une perte importante de compétitivité pour les tisseurs lyonnais qui voient les productions étrangères (entrant le plus souvent en France de façon frauduleuse) devenir moins chères que les leurs. Par ailleurs, les cités concurrentes de Genève, Besançon, Turin, Milan, Modène et Reggio se mettent à fabriquer des unis et rayés de basse qualité vendus peu cher. Ils attirent une partie de la main-d'œuvre établie à Lyon, qui se trouve alors en manque de travail.
La chute des effectifs et de la production est difficile à établir. Richard Gascon estime que d'environ 3 000 métiers à tisser à la fin des années 1550, on tombe à quelque 200 dans les années 1570.
À la fin du XVIe siècle, le roi Henri IV qui souhaite que la France produise elle-même le fil de soie, encourage l'élevage du ver à soie. Aidé par les travaux d'Olivier de Serres qui a planté brièvement des pieds de mûriers dans le jardin des Tuileries, il en soutient le développement, en particulier dans les Cévennes et l'Ardèche, où le climat est propice. La culture des mûriers est également développée dès 1564 dans le Languedoc et en Provence par François Traucat. Apparaissent ainsi les premières magnaneries françaises.

## XVIIeetXVIIIesiècles: la soie lyonnaise à la cour
Pour un article plus général, voir Lyon à l'époque moderne.
Durant les XVIIe et XVIIIe siècles, la Fabrique lyonnaise est intimement dépendante de la cour royale, et dans une moindre mesure des conflits agitant les monarchies européennes. Ce lien explique l'alternance de périodes fastes et difficiles qui affecte le monde ouvrier de la soie et son commerce.

### D'Henri IV à Louis XIV
Au début du XVIIe siècle, la Fabrique compte moins de 1 000 maîtres-tisserands, qui possèdent en tout moins de 2 000 métiers à tisser et regroupent moins de 3 000 personnes en tout. Sous Henri IV, l'industrie de la soie à Lyon connait deux évolutions importantes.
La première est l'introduction par Claude Dangon du métier à la grande tire, importé d'Italie, permettant de tisser des façonnés. L'arrivée de cette mécanique permet à Lyon de soutenir la comparaison avec Paris et Tours, et de rejoindre le niveau des productions venant des cités italiennes. À cette époque, les cités du nord et du centre de l'Italie dominent la soierie européenne à la fois par la qualité et la quantité de leur production. Elles imposent au continent leur style, recherché par toutes les élites. La qualité de la soie lyonnaise augmente encore grâce à l'introduction dans la ville du lustrage de la soie par Octavio Mey en 1655.
La deuxième évolution est l'apparition d'un règlement régissant la profession. Jusqu'à cette époque, les maîtres tisseurs étaient libres de s'organiser comme bon leur semblait. En 1596, l'apprentissage est fixé à cinq ans, suivi d'une période de compagnonnage de deux ans. Le maître ne peut avoir que deux apprentis et il lui est interdit de faire travailler des personnes hors de sa famille, pour par exemple des travaux annexes tels que le montage des chaînes et trames.
Jusqu'au milieu du XVIIe siècle, Lyon reste un centre de soie mineur par rapport aux cités transalpines. Le commerce des étoffes précieuses est encore maîtrisé par des marchands italiens.

#### Les réformes de Colbert

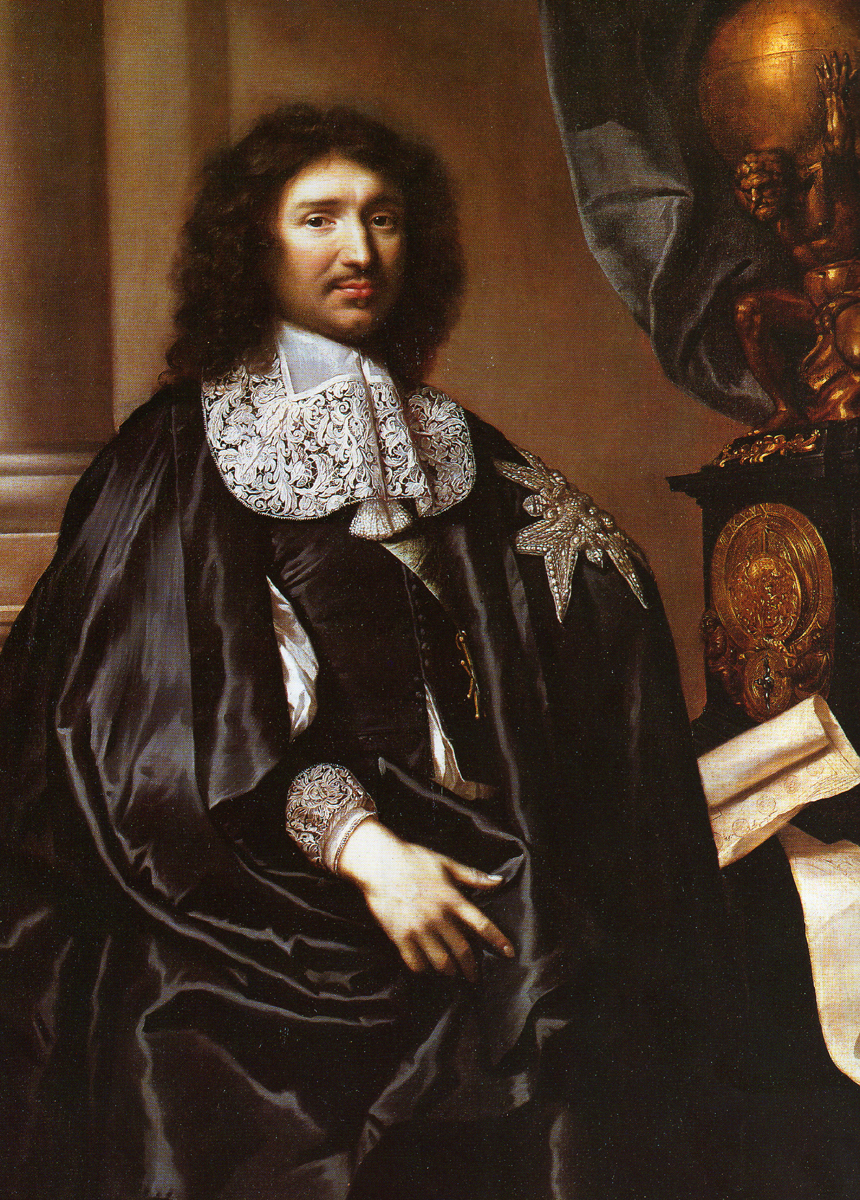
Portrait de Colbert par Claude Lefèbvre, conservé au château de Versailles.

En 1667, Jean-Baptiste Colbert établit plusieurs ordonnances sur la « Grande Fabrique de Soie » lyonnaise. Ces arrêtés et règlements encadrent strictement la fabrication en détaillant la qualité attendue pour les commandes royales et en précisant, par exemple, la largeur des étoffes ou le nombre de fils à utiliser. Ils rendent aussi obligatoire la tenue de livres de fabrication. De somptueux tissus sont alors réalisés à Lyon pour les princes de la cour ou l'aménagement des différentes demeures royales, dont le château de Saint-Germain-en-Laye et le château de Versailles. Ainsi le « brocard des amours » en six pièces garnit la chambre du roi en 1673. Aucune pièce de cette époque ne subsiste à l'heure actuelle, car les tissus usagés étaient à cette époque envoyés à la fonte pour en récupérer le métal précieux.
La politique mercantiliste de Colbert soutient fortement le développement de la production industrielle française. Son action est efficace sur le monde de la Fabrique, dont le nombre de tisserands triple entre 1665 et 1690. Pour ne pas heurter une clientèle encore attachée aux styles italiens traditionnels, les marchands-fabricants français n'innovent pas en termes de motif. Ils font même quelquefois passer leurs tissus pour transalpins, afin de rassurer leurs clients. Cet essor n'est pas brisé par la révocation de l’Édit de Nantes (1685), même si de très nombreux soyeux de confession protestante s’exilent en se réfugiant notamment en Suisse (à Zurich) et à Londres (quartier de Spitalfields).

#### Mutation commerciale et stylistique
À partir de la toute fin du XVIIe siècle jusqu'aux années 1720, les commandes royales cessent complètement. Les dernières années du règne de Louis XIV sont difficiles pour le monde de la Fabrique lyonnaise, les deuils royaux restreignant la demande officielle d'étoffes précieuses.
L'industrie lyonnaise, à l'époque entièrement consacrée au luxe nobiliaire français, se voit forcée de chercher d'autres débouchés en s'adressant à une clientèle moins fortunée, demandant des tissus plus simples. Cette clientèle plus modeste ne compense toutefois pas le manque causé par l'arrêt des commandes de Versailles. C'est donc à cette période que s'ébauche une stratégie commerciale qui s'avère être une réussite durant le XVIIIe siècle. Jouant sur le fait que la cour de Louis XIV est la plus brillante du continent, et que la mode des élites européennes est influencée par Versailles et Paris, les commerçants lyonnais exportent chaque année des nouveautés qui s'imposent auprès des élites étrangères. Un rapport remis au parlement de Londres en 1713 constate que les fabricants de soie anglais, pour réussir à vendre chez eux, sont obligés de s'en tenir à la mode arrivée de France. Mais le retard qu'ils prennent pour copier et faire parvenir leurs pièces aux comptoirs les condamne à des ventes moins profitables sur les étoffes haut de gamme. Les soyeux anglais restent toutefois les principaux acteurs de la soie sur leur propre sol.
Pour satisfaire le besoin permanent de nouveauté, des marchands-fabricants décident de réaliser des tissus aux motifs originaux, cherchant à s'éloigner des dessins traditionnels. Cette innovation stylistique permanente, aidée par la proximité des marchands-fabricants des cours de Paris et de Versailles, permet à Lyon d'évincer progressivement les tissus étrangers, italiens, anglais ou hollandais. Les résultats commerciaux restent cependant mitigés jusqu'aux années 1730.

### Sous Louis XV et Louis XVI

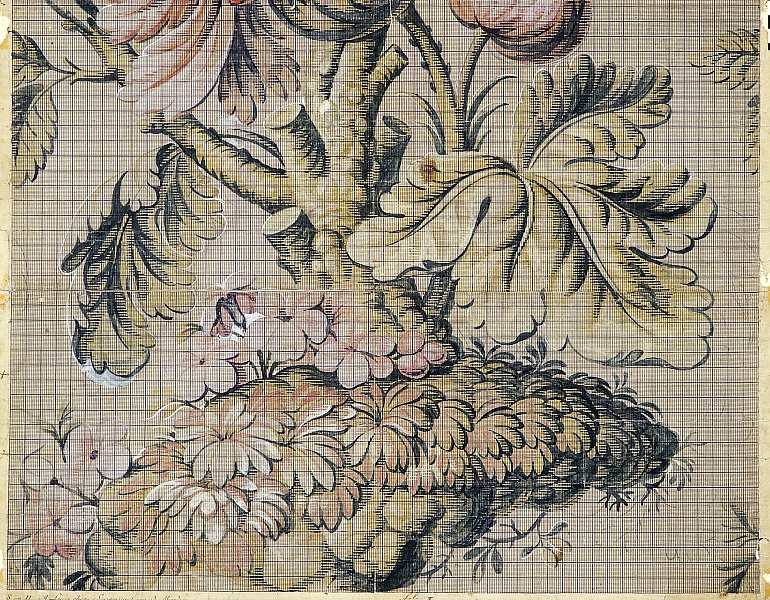
Mise en carte de Jean Revel (1733)

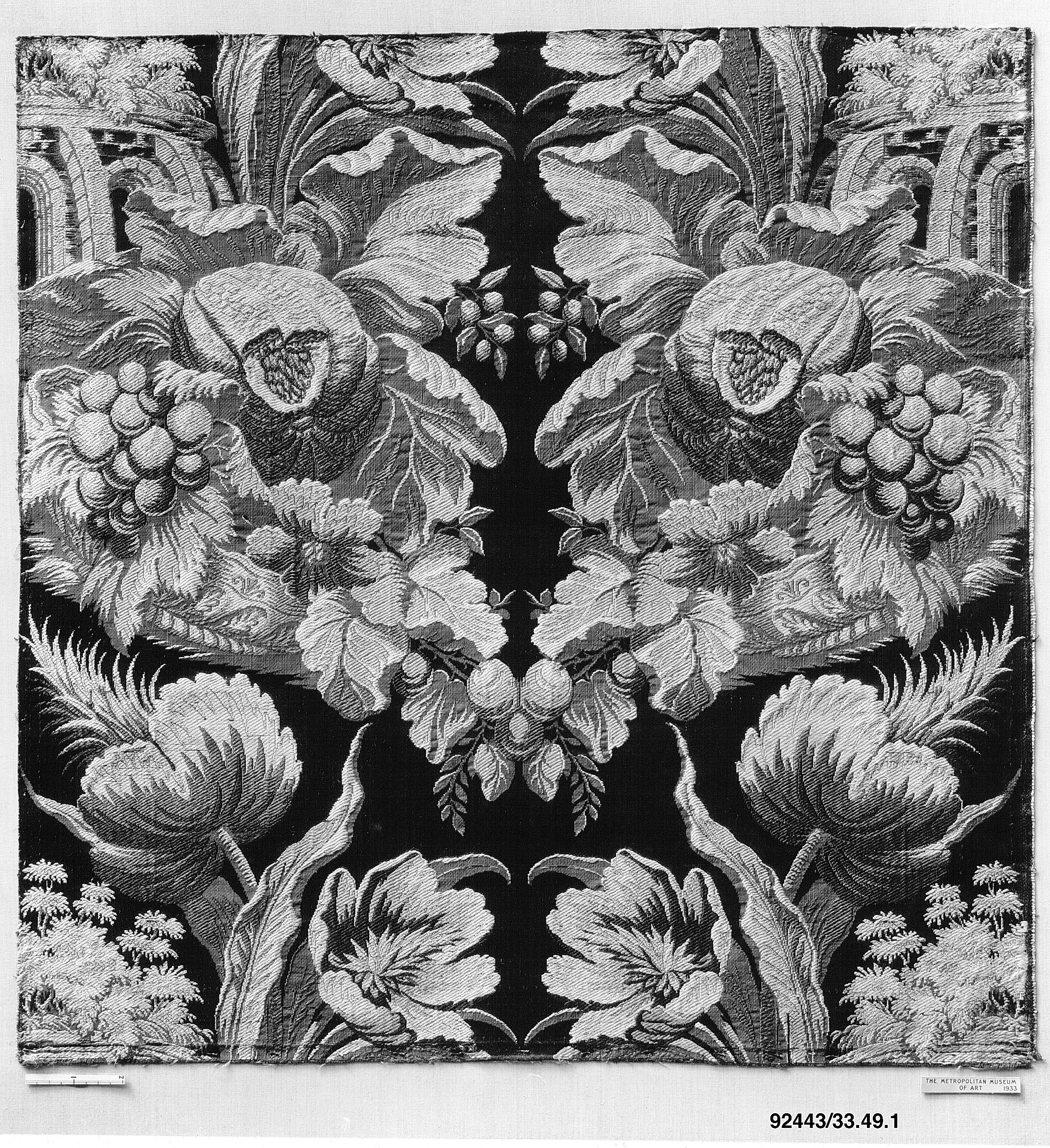
Fragment d'un tissu conçu par Jean Revel

Bénéficiant des évolutions favorables connues sous Louis XIV, la Grande Fabrique traverse le Siècle des Lumières en dominant le commerce européen de la soie ; elle a à l'étranger « la juste réputation de métropole de la soie ». La filière soyeuse connaît de nombreuses innovations du métier à tisser, destinées à améliorer la productivité ou la qualité du tissu final.
Après deux siècles où les soyeux lyonnais suivent la mode étrangère et surtout italienne, ils s'émancipent complètement au XVIIIe siècle dans une course à l'innovation et au renouvellement permanent,. Le centre européen de la mode est alors Paris, où tous les fabricants lyonnais importants ont au moins un représentant pour ne jamais être en retard sur les tendances de la cour. Ils y envoient leurs dessinateurs qui s'inscrivent pleinement à la pointe de ce mouvement. Les deux personnes emblématiques de cette activité artistique sont Jean Revel et Philippe de la Salle. La Fabrique acquiert un tel prestige que les autres centres de production européens se mettent à leur tour à la mode lyonnaise,.
Durant ce siècle, les Lyonnais exportent la majorité de leur production en Europe du Sud ou du centre. Via l'Espagne, ils font circuler leurs produits jusqu'en Amérique du Sud. Leurs tissus de soie se vendent également beaucoup dans les pays nordiques et notamment en Suède. Les marchands lyonnais sont toutefois en concurrence avec plusieurs autres pays producteurs, dont l'Italie ou la Grande-Bretagne. Ce dernier tient fermement le marché sur son sol, et celui de l'Amérique du Nord.

#### Organisation de la Fabrique
La Fabrique est institutionnellement dominée par les grands marchands, qui sont constamment soutenus par le roi. Les instances de la Fabrique mettent en place, au cours du XVIIIe siècle, des systèmes de soutien à l'innovation qui permettent à l'ensemble du secteur de profiter de multiples inventions.

##### Les luttes d'influence pour la maîtrise de la Fabrique
À l'instar des siècles précédents, la Fabrique est secouée par des troubles entre l'élite des marchands en soie, qui maîtrise et conserve à son profit les circuits de vente, et les maîtres-tisserands et ouvriers, à qui la vente directe est plus ou moins interdite. Ces derniers ne cessent de vouloir obtenir une meilleure place dans le circuit commercial de la soie, que ce soit en ayant un rôle institutionnel ou des garanties de rémunération avec un tarif défini.
Les tensions commencent au XVIIIe siècle avec l'ordonnance consulaire du 4 juin 1718. Elle bloque l'ascension des maîtres tisserands vers la classe des marchands à l'aide d'un droit d'entrée très élevé. À la suite de la commande royale de 1730, le contrôleur général des finances Philibert Orry promulgue un nouveau règlement le 8 octobre 1731 qui est très favorable aux gros marchands. À cette époque, la Fabrique compte 120 à 180 gros marchands, environ 700 petits et 8 000 maîtres-ouvriers. Une lutte d'influence se poursuit, qui aboutit à la proclamation d'un nouveau règlement en 1737, autorisant l'association de plusieurs petits marchands et ouvriers, et la vente directe, sans l'obligation de passer par l'intermédiaire d'un grand soyeux. Suspendu dès 1739, ce règlement est remplacé en 1744 par un nouveau règlement consacrant la suprématie de l'élite commerciale. Dès son annonce en août, des émeutes surviennent, menées par des maîtres-ouvriers. Les forces locales du roi sont dépassées et le gouvernement suspend le nouveau règlement pour apaiser les esprits. L'année suivante, la situation est violemment reprise en main et le règlement de 1744 définitivement imposé,.

##### La structure sociale
Au XVIIIe siècle, le monde de la Fabrique est composé de quatre groupes superposés mais sans frontières figées.
L'élite est constituée par les négociants qui maîtrisent le commerce de gros de la soie grège, revendant la matière première aux marchands-fabricants. Ces quelques dizaines de familles cumulent également des investissements dans la filature, la revente de soie tissée et la banque. Ces négociants sont fréquemment liés à des familles italiennes, turinoises ou milanaises.
Un second groupe comprend une centaine de marchands-fabricants, également appelés « soyeux », qui fournissent de la soie à tisser aux maîtres-ouvriers, emploient des dessinateurs et revendent les tissus commandés. Une trentaine d'entre eux sont de grande envergure et côtoient le groupe des négociants internationaux, duquel ils se distinguent par leur manque de maîtrise des circuits commerciaux en amont. Cette classe est subdivisée en deux groupes, les « gros marchands », qui vendent dans un véritable magasin et emploient un grand nombre d'ouvriers en dehors de leur atelier, et les « petits » qui fabriquent eux-mêmes et vendent pour leur propre compte, avec en moyenne quatre métiers dans leur maison,.
Le troisième groupe est celui des maîtres-ouvriers, qui possèdent un ou plusieurs métiers à tisser. Ils reçoivent les fils et dessins des marchands-fabricants et peuvent à leur tour employer des apprentis ou des aides. Ce groupe supporte difficilement l'état de sujétion dans lequel les règlements le placent, ainsi que l'absence de garantie sur la rétribution de leur travail, le « tarif ». Il s'organise, clandestinement puisque toute association de corps est interdite, et proteste, quelquefois violemment comme en 1744.
Enfin, le dernier groupe est celui des innombrables aides, apprentis et ouvriers qui ne possèdent pas leurs propres outils de production.

##### Les améliorations techniques
Durant le XVIIIe siècle de nombreuses innovations sont appliquées au métier à tisser dans le but de faciliter le travail, faisant apparaître de nouveaux types de tissage,. Ces recherches et mises au point relèvent d'une logique marchande, et sont promues par le milieu du négoce. Les marchands-fabricants instaurent « une gestion publique de l'innovation, fondée sur la négociation partagée de l'utilité technique et la diffusion rapide des techniques nouvelles par un investissement financier, municipal et communautaire. En ce sens, la corporation, loin d'être passéiste, favorise au contraire l'innovation technique ».
Au début du siècle, des systèmes pour faciliter la lecture des dessins et le choix des fils de chaîne concernés par le passage de la navette sont mis au point. Il s'agit du métier Basile Bouchon, exploité à partir de 1725. Un collègue de Bouchon, Jean-Baptiste Falcon, invente le système de cartes perforées portées par un prisme, qui permet de diffuser bien plus vite les motifs complexes d'un atelier à un autre. Cette période est également celle qui voit une première tentative de mécanisation des métiers à tisser, grâce à Jacques Vaucanson, dans les années 1740. Cette tentative, rejetée par les ouvriers de la Fabrique, tourne cependant court. Ces innovations, pas toujours au point techniquement, ne sont pas toujours adoptées, mais font partie de l'amélioration continue de la performance des métiers à tisser.

##### Système public de soutien à l'innovation
Les pouvoirs locaux ont bien conscience que l'innovation est la clef de leur réussite commerciale. Le soutien aux inventeurs s'institutionnalise au travers de deux modes de rétribution financière. Le premier vient directement de la corporation de la Fabrique, qui fournit par exemple à Jean-Baptiste Falcon 52 194 livres entre 1738 et 1755 pour le récompenser de ses travaux de perfectionnement du métier à tisser. Le second est régi par la municipalité et l'intendant. Il est approvisionné par la caisse du droit des étoffes étrangères, créée en 1711. À partir de 1725, une partie du revenu de cette caisse est octroyée à des inventeurs, cette proportion augmentant à partir des années 1750. Ces dispositions sont complétées par une prime à la diffusion, récompensant les personnes qui adaptent un nouveau système à un grand nombre de métiers à tisser.
Au cours du siècle, les méthodes de validation des demandes de fonds deviennent de plus en plus élaborées, et reposent sur l'expertise croisée d'académiciens et de professionnels. Cette coopération entre corps de métier variés inaugure une tendance profonde de la culture lyonnaise,, qui recherche le consensus et l'arbitrage. Elle débouche, au début du XIXe siècle, sur l'institution du conseil des prud'hommes.
Durant le XVIIIe siècle, les Lyonnais adressent à l'administration royale du commerce 229 demandes de brevet d'invention concernant le textile, dont 116 destinées uniquement à l'amélioration du métier à tisser. Ce sont le plus souvent les tisserands qui procèdent à ces études, destinées à améliorer toutes les opérations longues et délicates permettant la réalisation des motifs. Sur les 170 inventeurs qui sollicitent les autorités pour valider une technique, seuls 12 sont de grands marchands. Des dessinateurs sont également inventeurs, alliant la recherche stylistique à la recherche technique pour mettre au point de nouveaux tissus. Ainsi, Jean Revel crée dans les années 1730 le point « rentré » ou « berclé », qui permet la création de demi-teintes. Le rendu de relief dans le tissu et les nuances de couleur obtenues sont inconnus à cette époque. Cette innovation est immédiatement reprise et imitée en Grande-Bretagne.
Les élites lyonnaises multiplient ainsi les aides à l'innovation et à la diffusion des techniques à la fois dans un esprit de respect des solidarités corporatistes et de récompenses des pratiques individuelles innovantes. « À Lyon, les inventions sont un bienfait pour l'économie de la ville et du royaume, avant que d'être atout dans les mains de leur concepteur ». Les privilèges exclusifs sont donc très rares à Lyon, et concernent rarement le monde de la soie.

#### Prospérité et définition d'un style français: 1700-1750

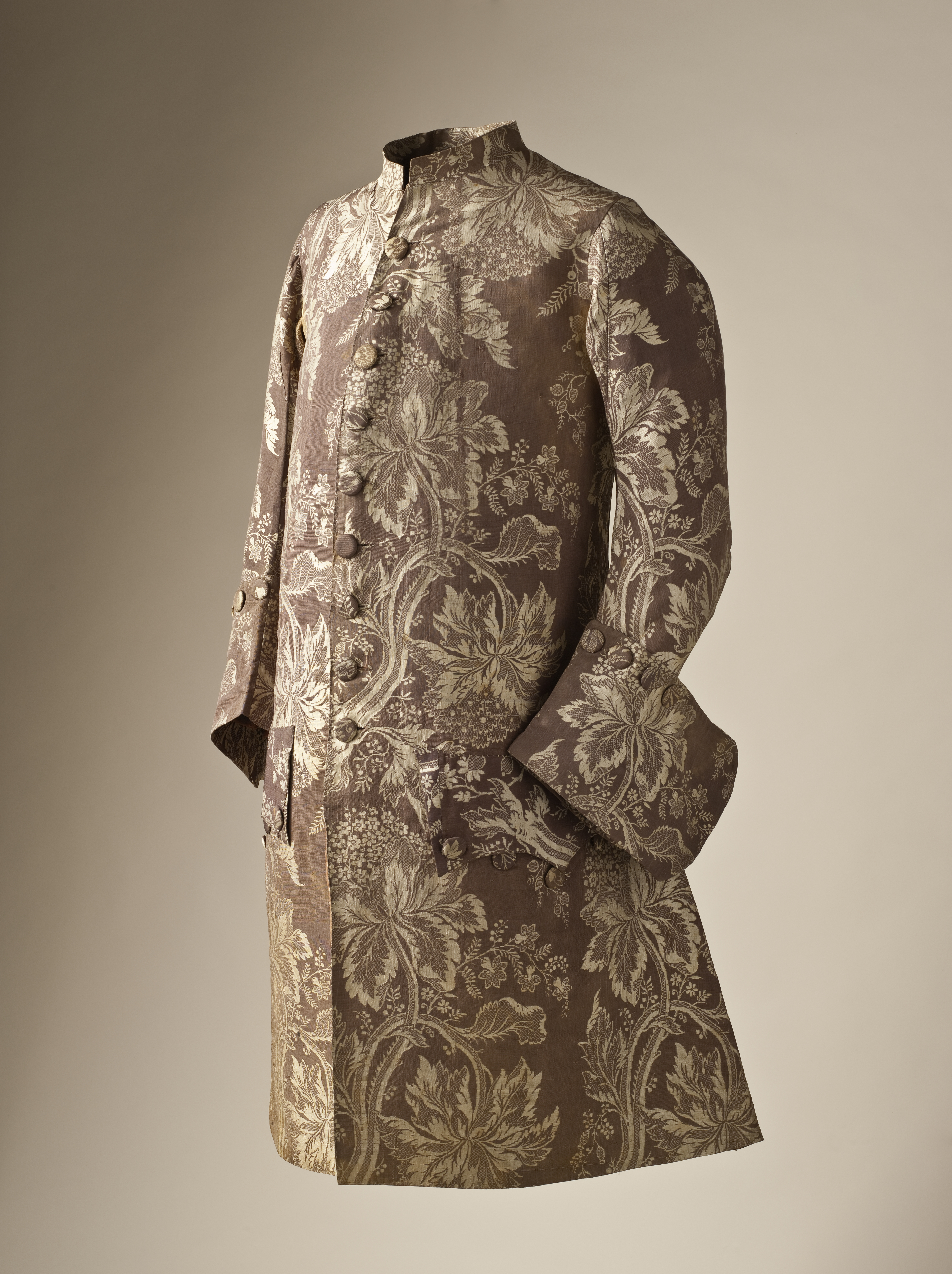
Veste en soie brodée, 1745-1750, conservée au musée d'Art du comté de Los Angeles.

Lors de la Régence de Philippe d'Orléans, la Grande Fabrique connait une certaine instabilité car de nombreuses commandes viennent de personnes enrichies artificiellement avec le système de Law, leur ruine empêchant le paiement final. Par ailleurs l'essor de la Compagnie des Indes, qui offre au marché français des textiles nouveaux, fait une sévère concurrence à la soie lyonnaise.
La paix du début du règne effectif de Louis XV et de nombreux évènements heureux dans la famille royale, dont la naissance du Dauphin, font affluer les commandes auprès des soyeux lyonnais. Il s'ensuit une période de prospérité pour la Fabrique. Les suppliques des marchands lyonnais, relayées par le consulat, aboutissent à une grande commande royale de soie d'ameublement en 1730 pour le château de Versailles. Cette commande stabilise enfin le secteur soyeux lyonnais et lui permet une solide croissance jusqu'aux années 1750,. L'activité double entre 1720 et 1760. Une des principales maisons soyeuses de cette époque est la famille Charton, qui fournit la plus grande part du garde-meuble royal entre 1741 et 1782.

##### Les dessinateurs lyonnais
Cette période est également celle qui voit l'émancipation des dessinateurs lyonnais du style italien, pour établir leur propre marque de fabrique,. Ce style s'impose rapidement dans toute l'Europe et aide à l'essor des ventes de soie lyonnaise parmi les élites de tout le continent. Les dessinateurs se forment au contact de peintres lyonnais tels Charles Grandon, Daniel Sarrabat (qui aura Philippe de la Salle comme élève) ou Donat Nonnotte. Fait unique en Europe, ils ont souvent des parts dans des affaires de soierie et sont donc autant des commanditaires que des dessinateurs employés. De la même manière, ils ne forment pas un groupe organisé et, contrairement aux marchands ou aux tisserands, ils n'ont pas de corporation propre. C'est ainsi que le dessin n'appartient pas à celui qui l'exécute, mais à la maison de soierie qui l'a commandé.
Pour trouver leur inspiration, après de longues années d'études, ils « fréquentent les cabinets de gravure, les collections d'art, les manufactures des Gobelins, les théâtres, les palais de l'aristocratie et la cour ». Mais ils sont également techniciens du tissu, mécaniciens et commerçants, car un dessin est réalisé en fonction de son impact commercial, de sa faisabilité et de la qualité finale du tissu qui le porte.
Parmi les dessinateurs de cette époque, Courtois réalise les premiers essais de dégradation de couleurs, en juxtaposant des fils de nuances différentes, allant du plus clair au plus foncé. Ringuet est l'un des premiers à tendre vers une imitation de la nature pour les décors floraux. L'un des grands novateurs de cette époque est Jean Revel, dont l'invention du point berclé, permettant l'obtention de couleurs fondues, eut un succès immédiat.

##### Le style français

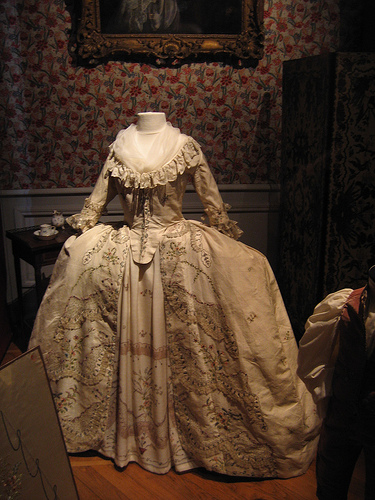
Robe de soie du XVIIIe siècle. Musée des Tissus de Lyon.

L'apparition des premières formes d'un style proprement français date des années de gloire de Louis XIV et de la volonté de Colbert de constituer une puissante industrie nationale. Concurrençant les modes italiennes et espagnoles, elle s'impose d'abord à la cour française puis, lentement, dans toutes les cours européennes. Ce style devient donc de fait européen.
Il se caractérise à ses débuts par l'apparition de l'asymétrie, de dessins plus nets. La décoration florale est le sujet de prédilection, répété à l'envi, mais avec un renouvellement permanent. « Le motif n'est plus stylisé mais le fruit de la reproduction naturaliste de la réalité, étudiée directement ou observée sur les traités de botanique ». Dans les années 1700-1710, le style dit « Bizarre » se répand, proposant un traitement exubérant et fantaisiste des motifs naturalistes. On trouve dans des dessins en longueur un mélange de thèmes familiers et insolites, des chinoiseries et des japonaiseries, et des motifs aux proportions a priori incompatibles.
Les années 1720 et 1740 sont la période du style Régence, caractérisé par « des décors où les fleurs, les végétaux et les fruits aux coloris nuancés et éclatants s'épanouissent généreusement au milieu des motifs d'architecture ou de ruines, de vases ou de corbeilles, de coquilles ou de rochers ». En ce début du règne de Louis XV apparaissent les motifs « à la dentelle ». Les motifs semi-naturalistes floraux avec quelquefois des fruits et des feuilles sont entrecroisés avec des imitations de dentelle.
Enfin, les années 1730-1740 sont marquées par le goût pour une représentation plus classique et réaliste de la nature, même si les années 1740 sont également celles du rococo. C'est également à cette époque que les premiers essais de représentations du relief sur le tissu sont opérés, à la suite de l'invention de Jean Revel. Pour mettre en valeur cette nouveauté, les motifs sont agrandis dans de grandes proportions, donnant par exemple « à une rose la taille d'un chou et celle d'une citrouille à une olive ».
Le style français n'est pas seulement caractérisé par l'innovation des dessins, mais également du tissu, par l'invention de nouveaux procédés de tissage.

##### L'influence du style français et la réussite commerciale de la Fabrique

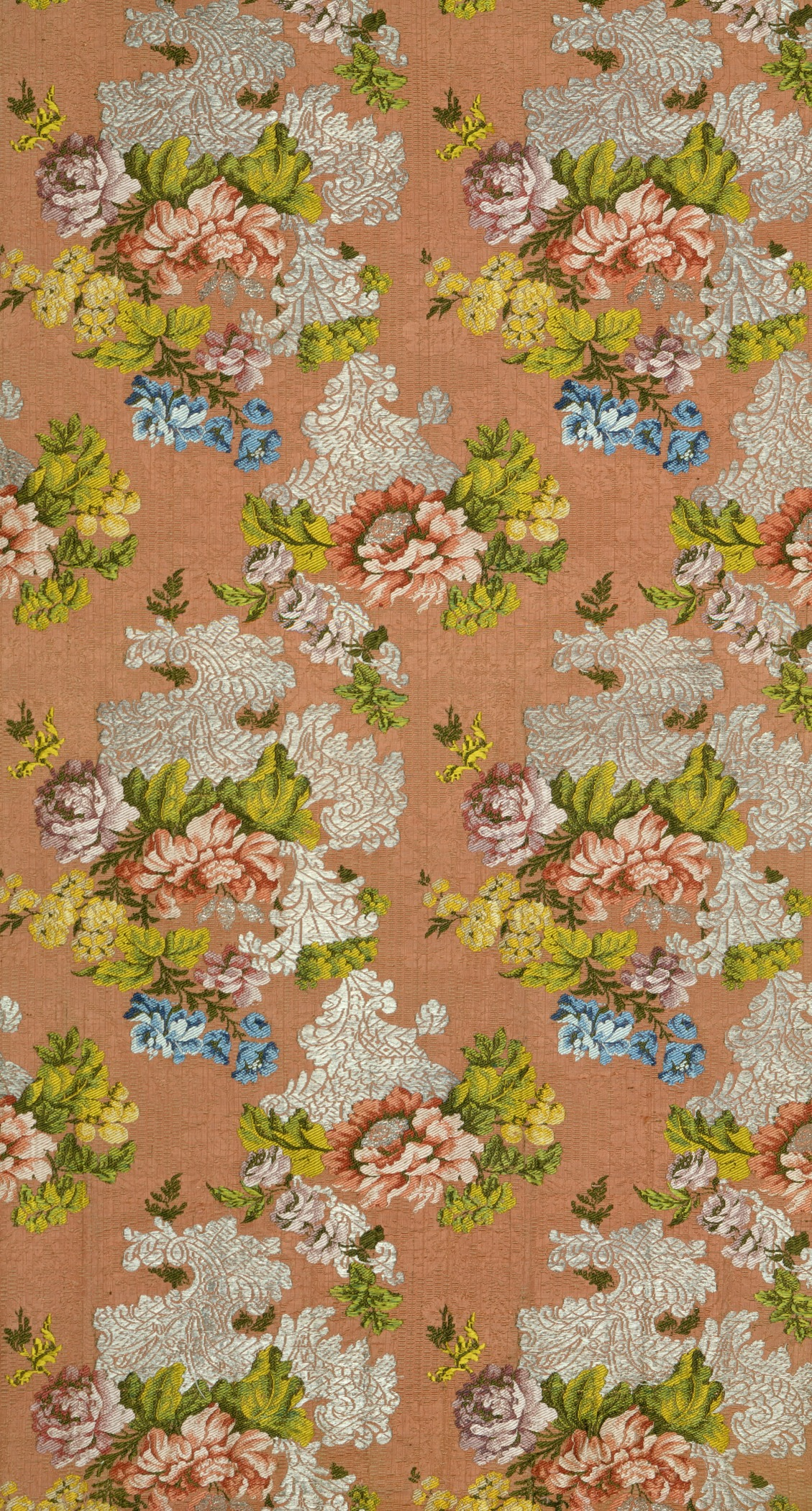
Tissu réalisé vers 1730-1740. Conservé au musée d'Art du comté de Los Angeles.

Le style français, à la suite du prestige qu'il avait acquis sous Louis XIV, gagne sous Louis XV une place plus grande encore sur tous les marchés de luxe d'Europe. En Grande-Bretagne, en Hollande ou en Italie, les centres soyeux du continent se trouvent contraints de copier, avec retard, les tissus français. Malgré la très haute réputation des tisseurs hollandais au début du XVIIIe siècle, malgré les lois interdisant l'entrée de soies françaises en Italie, les Lyonnais parviennent à s'imposer sur tous les marchés du continent.
Ces marchands pratiquent alors une politique commerciale offensive. Après avoir proposé la nouvelle mode de l'année et en avoir tiré de grands profits, et avant que les soyeux locaux aient pu sortir des tissus imitant leurs motifs, ils bradent fortement leurs résidus pour briser les prix et empêcher les imitateurs de tirer de gros bénéfices de leur travail. Ceci, bien sûr, juste avant l'arrivée de la nouvelle mode qui rend tous les invendus obsolètes et donc encore plus difficiles à écouler.
Cette politique commerciale tournée vers les marchés extérieurs est appuyée par plusieurs décisions royales pour protéger l'industrie française. En 1711 la monarchie crée une taxe sur l'importation des soies brutes, dont la perception se tient à Lyon avec l'établissement d'une « caisse du droit des étoffes étrangères ». Les soyeux lyonnais protestent en arguant que leur soie devient moins compétitive que les étoffes étrangères. L'État la modifie donc en 1716 en augmentant lourdement les droits sur l'importation des étoffes étrangères, dont la même caisse concentre le recouvrement. Cette attitude protectionniste est adoucie en 1720, mais perdure par la suite,.

#### Crises et difficultés: 1750-1770

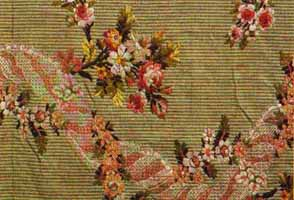
Brocart de soie lyonnaise (1760-1770).

Entre les années 1750 et 1770, plusieurs crises malmènent les affaires de la soie rhodanienne. Ces périodes de difficultés commencent avec la guerre de Succession d'Autriche (1740-1748) et la guerre de Sept Ans (1756-1763). Elles sont accentuées par de nombreux deuils à la cour ou les conflits dans les pays du nord grands importateurs de soie lyonnaise,. La crise connait un pic en 1771, avec le conflit entre l'Empire russe, la Pologne et l'Empire ottoman, également bons clients des commerçants français.
En 1756 est fondée une école des Beaux-arts par l'abbé de Lacroix-Laval et un groupe d'amateurs d'art. Elle devient en 1780 « l'École royale académique de dessin pour le progrès des arts et celui des manufactures de la ville de Lyon », dispensant des cours gratuits. Elle forme de nombreux dessinateurs à la peinture classique et à la reproduction des fleurs naturelles dans toutes leurs nuances. Ceux-ci cherchent toutefois à évoluer pour proposer des nouveautés à leurs commanditaires et clients. « Entre 1750 et 1770, les guirlandes de fleurs et de végétaux, les ramures, les rubans, les cordelières de passementerie... parcourent verticalement les étoffes en mouvements ondulants, méandres ou « rivière » dans le style rocaille ». La technique du dessin destiné au tissage est théorisé pour la première fois par Joubert de l'Hiberderie dans son « Manuel du dessinateur pour les fabriques d'étoffes » de 1765,,.
Le dessinateur le plus emblématique de cette période est Philippe de la Salle, considéré dans les années 1760 comme le meilleur de sa profession,,. Ce dernier, avec bien d'autres, travaille également à l'amélioration technique des métiers à tisser, notamment à l'allègement du travail du tireur de lacs. Il perfectionne les navettes, d'autres parties du métier et invente le semple amovible. Soutenu comme dessinateur, pédagogue et inventeur par la Fabrique et la ville de Lyon, il reçoit 122 000 livres de leur part pour l'ensemble de ses actions. Sa renommée est telle qu'il est invité à faire une démonstration de tissage aux Tuileries devant Louis XVI, qui l'anoblit en 1775.

#### Le renouveau avant la tourmente révolutionnaire: 1770-1790

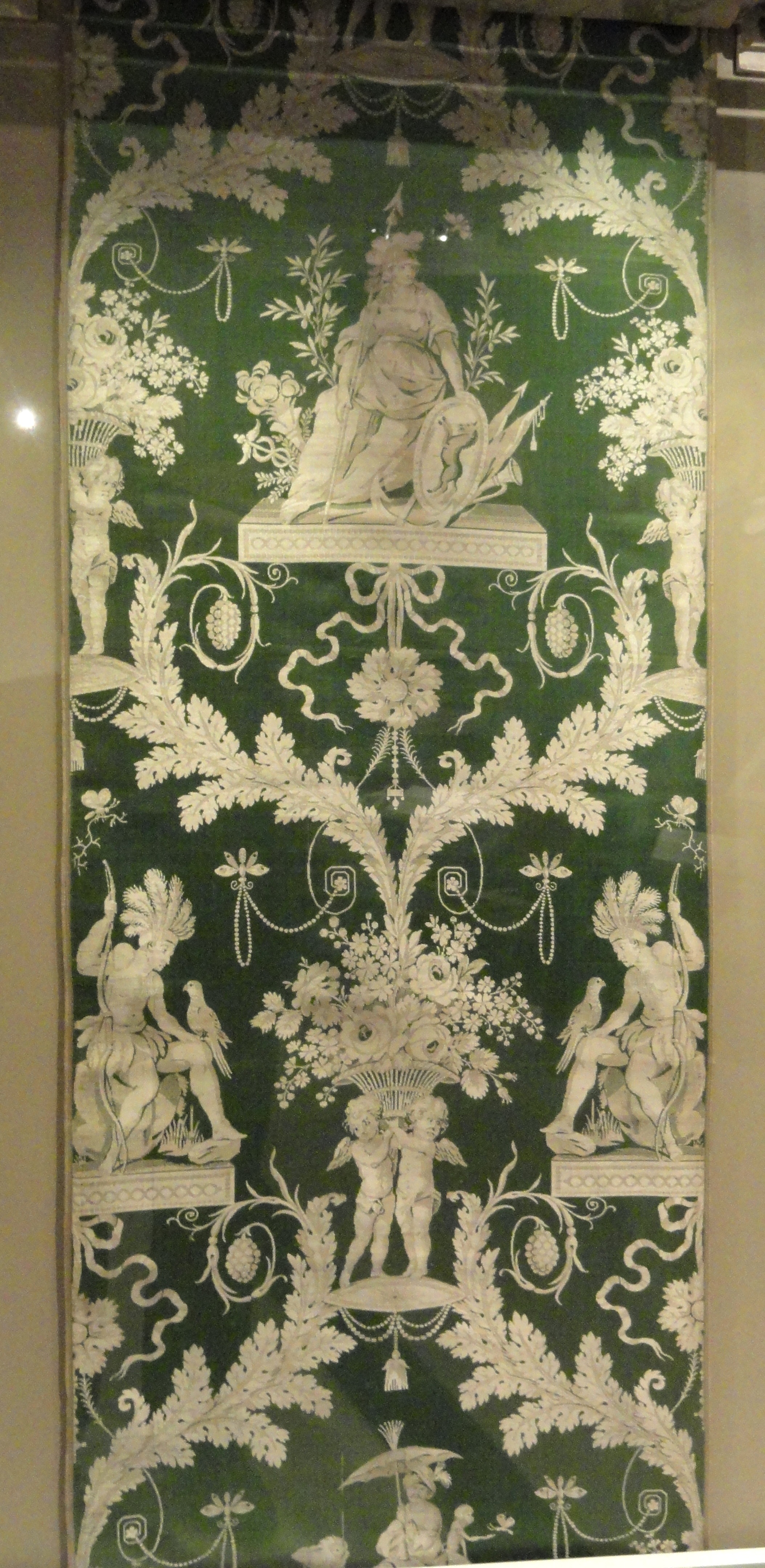
Brocard de style néoclassique tissé à Lyon en 1785 ayant pour thème : « Les quatre parties du monde ». Conservé au Royal Ontario Museum.

Un renouveau survient à partir du début du règne de Louis XVI et surtout dans les années 1780, en partie grâce à l'administrateur du garde-meuble Thierry de Ville d'Avray. Persuadé de l'excellence des artisans lyonnais, il établit une série de commandes entre 1785 et 1789 qui restaurent l'activité dans la ville. Elles sont destinées aux appartements royaux de Versailles, à ceux de Rambouillet, de Saint-Cloud et de Compiègne,.
Pour s'adapter à l'évolution des goûts, la Fabrique se tourne vers la broderie, développant un large secteur de brodeuses sur soie. Les marchands-fabricants essaient également des techniques en vogue comme le mélange d'autres fibres avec la soie, le moirage du Gros de Tours ou le droguet, dans lequel la chaîne concourt au même titre que la trame à la formation du dessin.
La Fabrique poursuit également sa production traditionnelle de grands façonnés. Le style Louis XVI, dans le mouvement néoclassique qui s'impose à cette époque, se traduit dans la soierie lyonnaise par « des compositions à « pastorale » ponctuées de médaillons et de nœuds de rubans, de style Trianon, tandis que les scènes mythologiques ou les allégories à l'imitation de bas-reliefs ou de camées antiques forment des décors élégants que rythment des arabesques, des guirlandes de perles, des vases, des putti ou tout autres ornements dans le goût de l'antiquité gréco-romaine ». On trouve également des droguets, des pois et des rayures. Les motifs rapetissent, ne dépassant souvent pas deux à trois centimètres, et sont disposés verticalement. Camille Pernon ou Jean-Démosthène Dugourc sont d'importants représentants de ce style.
Pour satisfaire leur clientèle, les soyeux renouvellent en permanence leurs dessins plutôt que de chercher à développer les soies simples, unies. Les maisons emploient donc des dessinateurs, régulièrement envoyés à Paris pour être au courant des dernières modes et pour proposer aux clients des décors toujours nouveaux. Les règlements tentent de protéger ces dessins, et des demandes aux juridictions les plus hautes mettent en place un droit d'auteur. En 1787, un arrêt du conseil garantit au dessinateur l'exclusivité de son œuvre pour une durée allant de six à vingt-cinq ans. Parmi les dessinateurs notables, quelquefois dessinateurs-fabricants, se distinguent Jacques-Charles Dutillieu, Joseph Bournes, François Grognard et Pierre Toussaint Dechazelle.
En cette fin du XVIIIe siècle la réputation des soyeux lyonnais permet d'obtenir à nouveau d'importantes commandes de cours européennes, notamment celles de Catherine II de Russie et de Charles IV d'Espagne. Ainsi, Camille Pernon est introduit par Voltaire à la cour de Russie et devient l'agent de l'impératrice entre 1783 et 1792,.
Avec une succession de cycles de prospérité et d'années difficiles, l'idée d'un tarif minimal pour les tissages apparait, et devient une revendication forte. En 1786, la Révolte des deux sous, qui voit à nouveau se confronter marchands et tisserands est sévèrement réprimée. Les autorités réitèrent alors le pouvoir absolu du consulat dans la sanction du commerce entre grands marchands et ouvriers, consulat lui-même largement aux mains des premiers. Le pouvoir royal interdit toute hausse des prix et toute organisation ouvrière. Cette révolte, dans son fonctionnement, préfigure les grandes révoltes ouvrières du XIXe siècle.
À l'aube de la Révolution, on dénombre à Lyon 14 000 métiers à tisser, qui occupent plus de 30 000 tisserands et 30 000 employés pour les activités annexes ; ceci pour une population totale d'environ 150 000 habitants.

## La crise révolutionnaire
Pour un article plus général, voir Lyon sous la Révolution.

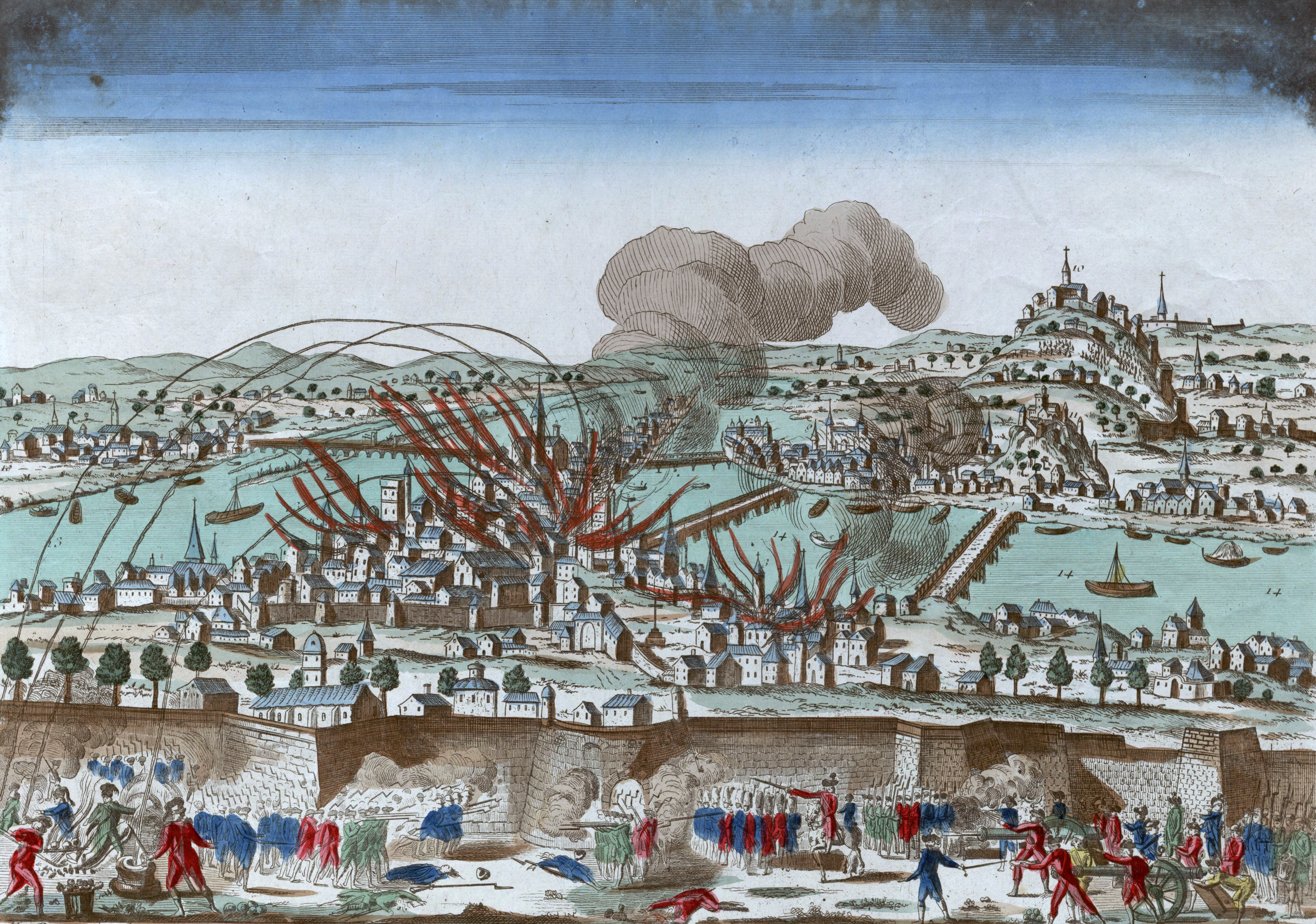
Le bombardement de Lyon durant le siège de 1793.

Lyon entre dans la période révolutionnaire en crise. Les années 1787-1788 sont difficiles pour l'industrie soyeuse, la production étant globalement divisée par deux.
En 1789, lors de la préparation des États généraux, le vote des députés révèle la coupure irrémédiable entre les tisserands et les marchands. Aucun représentant de ces derniers n'est élu, seuls ceux des maîtres-ouvriers se rendent aux États généraux. Dans les cahiers de doléances, ils expriment leur volonté d'une organisation plus juste, désignant les maîtres-marchands comme responsables de leur misère.
Les tisserands obtiennent un tarif officiel en novembre 1789, et décident de se séparer des marchands en créant une communauté distincte à la Cathédrale Saint-Jean le 3 mai 1790. Ils fondent également de grands espoirs dans la loi du 16 juin 1791 qui supprime les corporations et leurs privilèges. En parallèle, les autorités tentent de protéger les soies françaises en établissant des droits de douane.
Toutefois, avec l'exode d'une partie de la noblesse, la Fabrique perd automatiquement une grande partie de sa clientèle. La crise s'installe avec l'inflation et la guerre, qui entrave le commerce. Les riches tissus façonnés sont remplacés par des tissus plus simples, unis, décorés de broderies. Le siège de Lyon en 1793 cause un exode terrible, qui obère largement les possibilités de production ; d'environ 150 000 habitants, Lyon passe à 102 000 en 1794, puis 88 000 en 1800. La répression qui s'ensuit cause la mort de 115 des 400 entrepreneurs en soierie que compte la ville. Beaucoup de marchands-fabricants émigrent également, fuyant les combats et les persécutions politiques. En 1793, l'école royale des beaux-arts est supprimée.
Entre 1794 et 1799, le monde des marchands-fabricants se reconstitue progressivement grâce à l'arrivée de maisons qui travaillent dans d'autres villes françaises. Dès 1794, de Nîmes et d'Anduze arrivent les soyeux Laguelline, Ourson et Benoit. À la fin de la même année, Guérin s'installe, venant de Saint-Chamond.
Durant ces années difficiles, pour faire face au manque de main-d'œuvre, les innovations techniques sont soutenues par l'État au travers de concours et fondations d'écoles. En particulier, l'école de dessin est recréée en 1795 sous l'appellation « d'école de dessin de la fleur ». Les soyeux lyonnais vont chercher des idées auprès des ingénieurs anglais, dans le secteur de la production de tissu en coton. Cet effort de mécanisation de l'outil de production aboutit au début du XIXe siècle à la mécanique Jacquard.

## Du Premier Empire à la Troisième République: l'apogée de la soierie lyonnaise
Pour un article plus général, voir Lyon du Premier au Second Empire.
Le XIXe siècle marque l'apogée de la soierie lyonnaise,. La production, la diversité et l'expansion commerciale de ce secteur connaissent une ampleur sans précédent. Après la relance napoléonienne, la cité vit entièrement de son tissage et de son commerce, entraînant les autres secteurs industriels et le secteur bancaire. La soie fait la renommée mondiale de la ville, notamment au travers des expositions universelles.

### La renaissance sous Napoléon

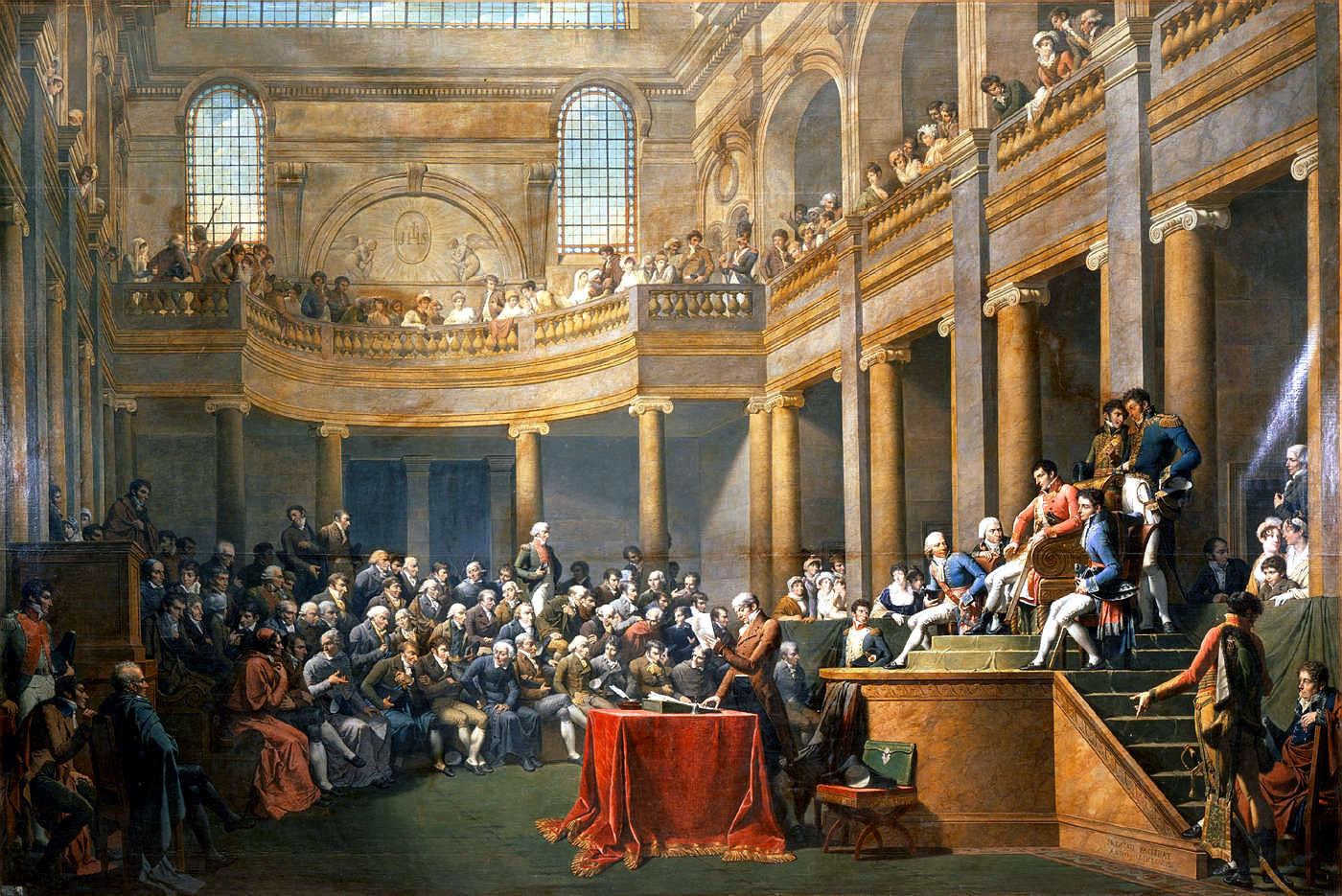
Tableau présentant la consulte de la république cisalpine se déroulant à Lyon de Nicolas-André Monsiau conservé au château de Versailles.

Sous l'Empire napoléonien, la Fabrique reconstitue lentement ses capacités productives, accueillant des investisseurs étrangers et faisant émerger un cadre de travail plus moderne et efficace. Pour pallier le manque de main-d'œuvre et accélérer la production, un progrès décisif est réalisé avec la mise au point de la mécanique Jacquard.

#### Les commandes impériales et la restauration de l'industrie soyeuse
Au début du XIXe siècle, la soierie renaît de ses cendres, notamment sous l'impulsion de Napoléon. Conscient du potentiel économique de la soie, ce dernier s'informe de la situation de l'économie rhodanienne, notamment lors de son séjour de trois semaines au cours de la consulte de Lyon de la République cisalpine en janvier 1802. Il passe d'importantes commandes destinées aux Palais impériaux. La première est octroyée au seul marchand-fabricant Pernon en 1802, pour le château de Saint-Cloud, comme la seconde destinée en 1807 pour la salle du trône de Versailles,. Dans les années 1808-1810, plusieurs autres fabricants (Lacostat & Trollier, Bissardon, Cousin & Bony et Grand-frères) réalisent diverses pièces pour Versailles et le château de Meudon.

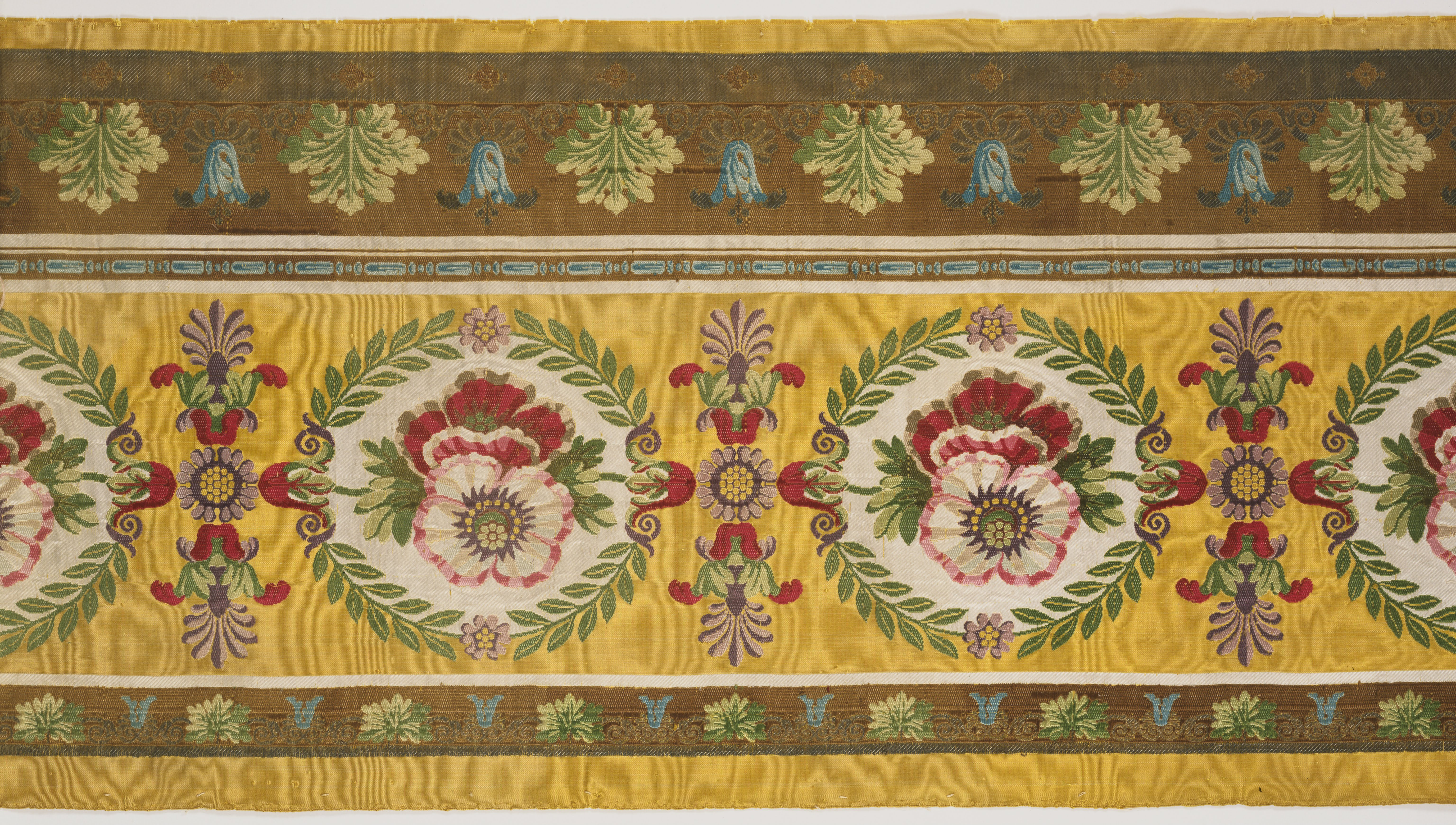
Pièce de soie réalisée par Séquin & Co en 1811. Conservé au Philadelphia Museum of Art.

La commande la plus importante arrive en 1811, pour un montant exceptionnel de 2 000 000 francs destinés à acheter plus de 80 000 mètres d'étoffes. Elle est particulièrement surveillée par l'administrateur du mobilier de la couronne Alexandre Desmazis qui reste un mois à Lyon pour superviser sa mise en œuvre. Elle est répartie entre une douzaine de soyeux lyonnais dont Lacostat, Bissardon, Cousin & Bony, Grand-frères, Chuard, Dutillieu & Theoleyre, Corderier, Seguin, Gros.
Grâce aux achats officiels, la croissance de la production est continue sous l'Empire, avec une moyenne d'environ 1,7 % par an. Cela permet de retrouver et dépasser le niveau de 1789 : alors qu'en 1801, la production d'étoffes de soie est de 35 % inférieure à celle de la veille de la Révolution, elle retrouve ce niveau dès 1810. En même temps que la Fabrique, c'est une partie du secteur textile, surtout celui qui lui est le plus lié, telle la production de fil de métaux précieux et la broderie, qui connaît un développement important sous Napoléon.

#### Un environnement porteur

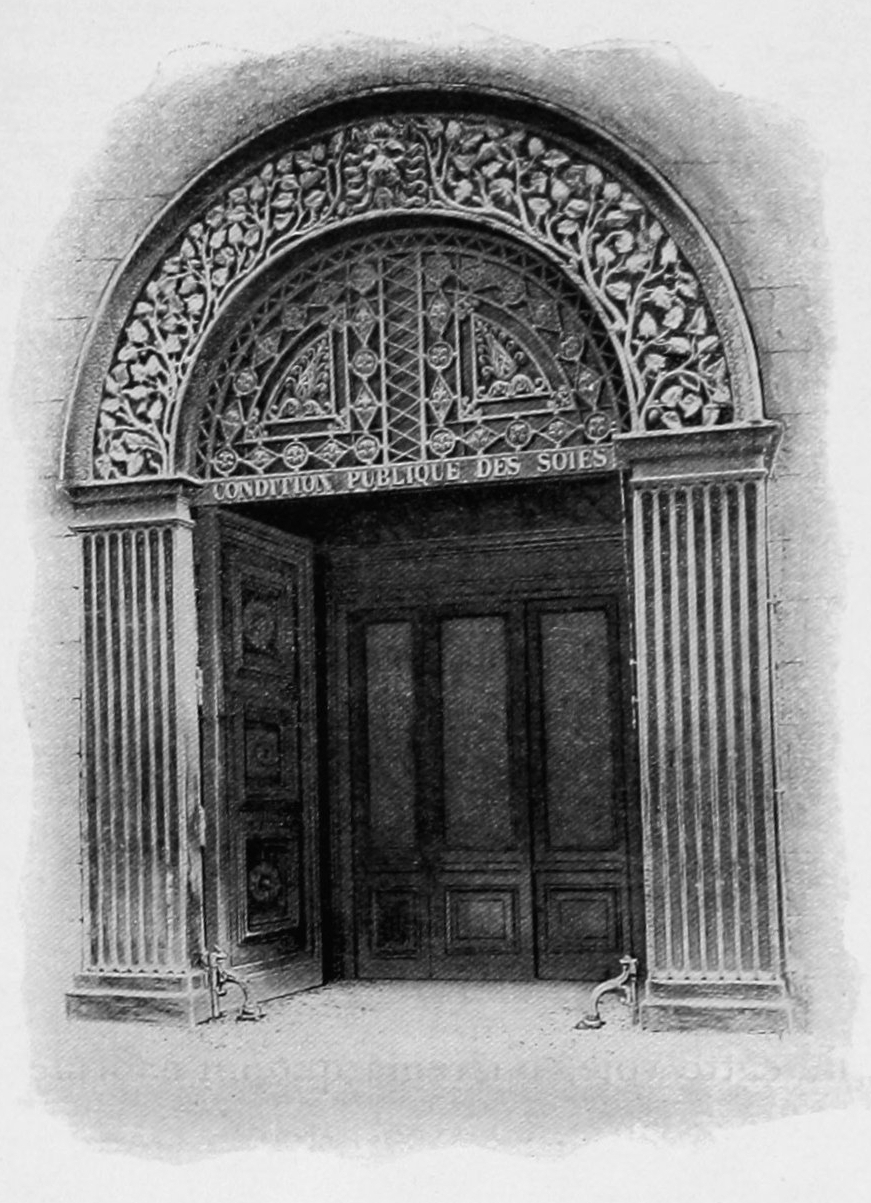
Entrée de la condition des soies, un des instruments de développement de l'industrie textile lyonnaise au XIXe siècle.

La destruction du cadre règlementaire des corporations sous la Révolution ayant entraîné une profonde désorganisation de l'activité, le pouvoir impérial, fortement sollicité par les soyeux lyonnais, entreprend plusieurs réformes pour remettre en place une organisation professionnelle et des instruments pour améliorer les conditions du commerce des soies. Il est à l'origine de la restauration de la Chambre de commerce en 1802, de la création de la Condition des soies en 1805,, et de l'établissement du tout premier conseil des prud’hommes, alors uniquement consacré à la soie lyonnaise. Les soyeux lyonnais se regroupent au sein d'une Société des amis du commerce et des arts qui soutient l'établissement d'une caisse de prévoyance pour les tisseurs, d'un tarif réglementé ou d'un enseignement professionnel pour garantir une certaine qualité à la main-d'œuvre. Pour soutenir les compétences artistiques des dessinateurs, une école impériale des Beaux-arts est fondée au palais Saint-Pierre, en même temps qu'un musée en 1807, même si le directeur Pierre Révoil en oriente rapidement l'enseignement vers l'art plus que l'industrie. Dans le même mouvement, un concours de dessin est institué, dont la dotation est fournie par la chambre de commerce.
Dans le cadre des commandes impériales, le secteur de la chimie de la teinture fait à Lyon des progrès importants. À la suite de la découverte de défauts présents dans la première commande de Pernon, les savants lyonnais font des recherches pour trouver des colorants plus stables, plus beaux et moins chers. Napoléon ordonne également la création d'une école de chimie à Lyon. Le premier directeur de cette école, Jean-Michel Raymond, découvre ainsi un procédé pour élaborer du bleu de Prusse avec une forme de cyanure, bien moins coûteux que les procédés traditionnels.
Cette époque est également le moment où les premières « expositions des produits de l'industrie nationale » permettent à certains marchands-fabricants lyonnais de présenter leur savoir-faire. Le premier à exposer est Camille Pernon en 1802. Par la suite, les soyeux y sont toujours plus nombreux, et les catalogues des expositions permettent de suivre l'évolution des techniques, des styles et des modes.
Le secteur de la soierie ayant du mal à trouver des investisseurs locaux capables de relancer la production et le commerce, de nombreuses maisons étrangères sont accueillies pour remplacer celles qui ont succombé sous la Révolution. Des succursales s'installent alors dans la ville, passant des commandes de tissus simples destinés à l'exportation vers l'Europe ou plus loin encore. Ces maisons engagent des capitaux importants à Lyon, aidant ainsi au redressement de l'appareil productif. Parmi elles se trouvent les entreprises suisses (surtout genevoises) Diodati, Odier & Juventin, Memo, L. Pons, Dassier, Debar & Cie ; allemandes Feronce & Crayen (de Leipzig) et H. Reiss (de Francfort) et italiennes Soresi (de Milan) et Travi (de Turin).

#### Mécanisation de la production avec le «Métier Jacquard» et conséquences

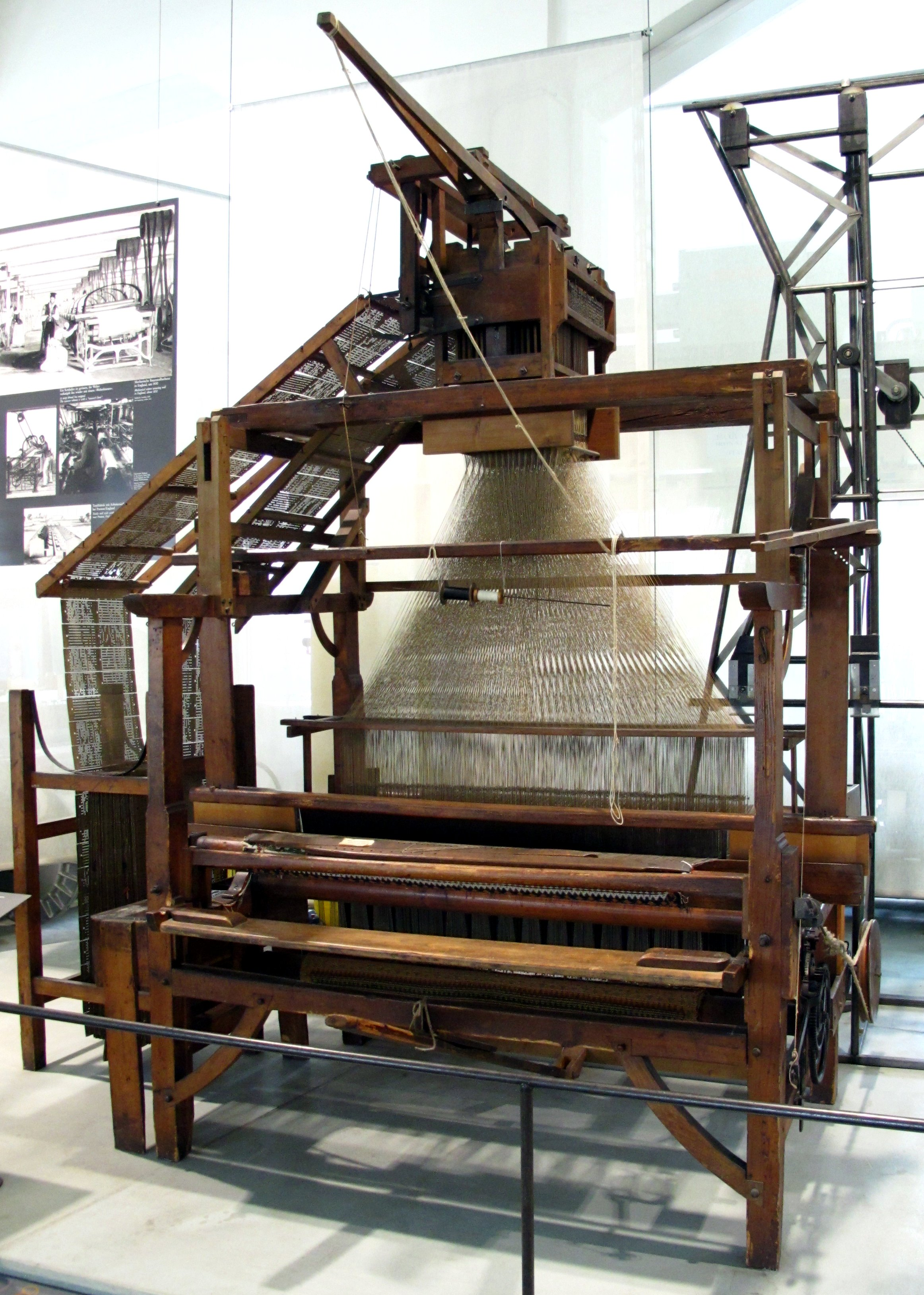
Métier Jacquard conservé au Deutsches Museum, datant de 1860 environ.

En réponse à un prix proposé en 1801 par la Société des amis du commerce et des arts concernant l'amélioration des métiers à tisser, Joseph Marie Jacquard propose un mécanisme qui permet à un seul ouvrier de réaliser une étoffe complexe, au lieu de plusieurs auparavant. Il exploite pour cela les recherches réalisées avant lui par Basile Bouchon qui avait mis au point un métier à aiguilles en 1725, amélioré une première fois par Jean-Baptiste Falcon qui y avait adjoint un système de cartes perforées, et par le mécanisme à cylindre automatique de Jacques Vaucanson datant des années 1750.
Peu fiable à ses débuts, la mécanique Jacquard est perfectionnée continuellement, entre autres par Albert Dutillieu (inventeur du régulateur en 1811) et Jean-Antoine Breton (qui met au point l'entraînement de la chaîne à cartons en 1817, amélioration décisive),. Le métier garde cependant le nom de « Métier Jacquard », sans que cette postérité ne corresponde à sa place réelle dans l'évolution technique des métiers à tisser.
Cet investissement dans un appareil de mécanisation de la production s'explique par le manque permanent de main-d'œuvre qui freine toute l'activité à cette période. En effet, la population lyonnaise n'est que de 102 000 habitants, contre 150 000 à la veille de la Révolution, et elle ne remonte qu'à 120 000 habitants à la fin de l'Empire.
Durant le XIXe siècle, le métier mécanisé s'impose pour la fabrication de soie unies ou aux motifs simples, mais est moins utile pour les dessins les plus complexes, qui demandent une débauche de temps de préparation, quel que soit le métier utilisé. Cette mécanisation entraîne une baisse continue du coût de revient des soies simples, tandis que les tissus aux motifs les plus élaborés demeurent très chers. Le métier Jacquard, une fois perfectionné, connaît un grand succès, le nombre de machines passant de 41 en 1811 à 1 879 en 1820, tandis que les métiers à la tire disparaissent rapidement, les ouvriers eux-mêmes appréciant les gains de temps obtenus.

### De la Restauration à la Troisième République: essor et apogée

Le plan de la ville de Lyon en 1834, avec l'index des rues et chemins. On y découvre le quartier des Canuts, à savoir la « commune de la Croix-Rousse ».

À cette époque, le bouleversement des structures sociales voit la montée de la bourgeoisie qui, comme la noblesse, veut se vêtir avec de la soie. La restauration de 1814 va permettre à la soierie lyonnaise de se diversifier grâce au vêtement liturgique.[réf. souhaitée] Au cœur du siècle, la soierie lyonnaise est alors rayonnante. Elle fabrique de tout, vend partout dans le monde et s'impose dans les concours internationaux. Durant le Second Empire, elle est l'industrie exportatrice la plus importante de France. Cette prospérité est le résultat de la conjonction de trois facteurs : des marchands-fabricants qui investissent largement et s'engagent sur des marchés toujours nouveaux ; une masse de tisseurs indépendants, que l'on appelait, dans le sens strict du terme, les canuts, dotés pour l'élite d'entre eux d'un grand savoir-faire ; et un secteur artistique et scientifique permettant une innovation permanente.

#### Organisation de la Fabrique
L'élaboration d'un tissu au sein de la Fabrique est une activité très fragmentée. Ainsi, il est rare que les maisons de marchands-fabricants aient des employés tisserands. Ce sont la plupart du temps des donneurs d'ordre, qui font travailler des fabricants-façonniers, des chefs d'atelier. De même, nombreux sont les marchands-fabricants à ne pas vendre directement leurs tissus au client final. Ils passent la plupart du temps par des commissionnaires chargés de placer leurs productions dans toutes les villes du monde.
À cette organisation fragmentée il y avait une exception : l'établissement La Sauvagère, une usine-internat créée en 1817 à Saint-Rambert-l'Île-Barbe, une ancienne commune aujourd'hui annexée à Lyon. Il s'agissait d'une usine de châles qui intégrait toutes les opérations de fabrication. En 1827 elle comportait 250 métiers à tisser. Les ouvriers et les ouvrières dormaient à l'usine même, dans des dortoirs séparés. Cette usine était considérée comme un modèle à suivre, car la nourriture y était bon marché et il y avait des écoles pour les enfants. Son propriétaire la dirigeait paternellement ; elle induisait une relation maître-serviteur, plutôt qu'une relation patron-ouvrier, comme dans le reste de la Fabrique,.

##### L'approvisionnement en soie

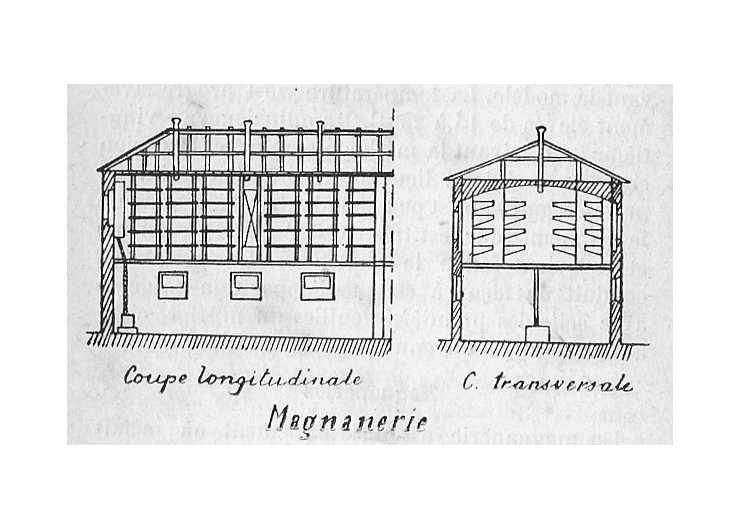
Schéma d'une magnanerie issu de l'Encyclopédie Roret, L. Mulo à Paris, 1914.

Entre 1815 et 1849, la consommation de soie est multipliée par quatre. Il faut donc pour les maisons soyeuses trouver en permanence de nouvelles sources d'approvisionnement en fil de soie ou soie grège à transformer en fil.
Les maîtres de la Fabrique ne possèdent généralement pas leur propre domaine de production de soie grège ou de fil de soie, les achetant à des entreprises spécialisées ou à l'étranger auprès d'intermédiaires. Jusqu'au milieu du siècle, la matière première est issue pour moitié des magnaneries des Cévennes et pour l'autre du Piémont et de l'Asie. De rares sociétés se lancent dans l'investissement en unités de production, telle la maison Palluat-Testenoire qui possède par exemple cinq usines près du Mont-Liban, ou le Lyonnais Charles Payen, qui monte à partir de 1845 une florissante entreprise de filature en Inde.

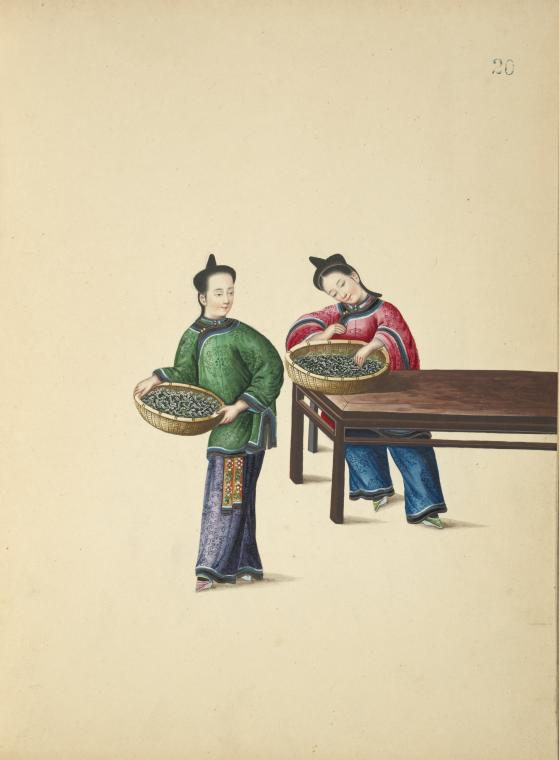
Chinois avec des cocons de ver à soie. dessin de 1880 issu des archives de la New York Public Library.

La présence lyonnaise en Chine est plus notable, facilitée par la mission d'exploration commerciale Lagrénée de 1843 à 1846. Mandatée par le gouvernement français, la mission organise un séjour en Chine de deux ans, de 1844 à 1846, et réunit une grande collection de textiles, de cocons, de produits locaux et de nombreux rapports sur les techniques de tissage chinoises. La première maison à s'y installer est celle de Paul Desgrand. Les échanges entre Lyon et la Chine se développent considérablement, profitant notamment de l'établissement des concessions étrangères en Chine, de l'instauration d'une ligne maritime directe entre Marseille et Shanghai et de la création d'une structure de warrant.
Dans les années 1850, les élevages cévenols sont durement atteints par plusieurs maladies : la pébrine, la flacherie et la muscardine. Malgré les travaux de Pasteur, la production s'effondre. Les maladies se répandant en Europe, les soyeux se procurent alors la matière première principalement en Chine,, et, pour le reste, dans les différents pays où ils ont des investissements. La maîtrise de ce secteur par les entrepreneurs lyonnais est largement facilitée par le traité de libre-échange entre la France et le Royaume-Uni de 1860. Il permet à la place d'échange de fil de soie de Lyon de dominer ses concurrents anglais, alimentant ainsi au meilleur coût ses ateliers et le revendant dans toute l'Europe.

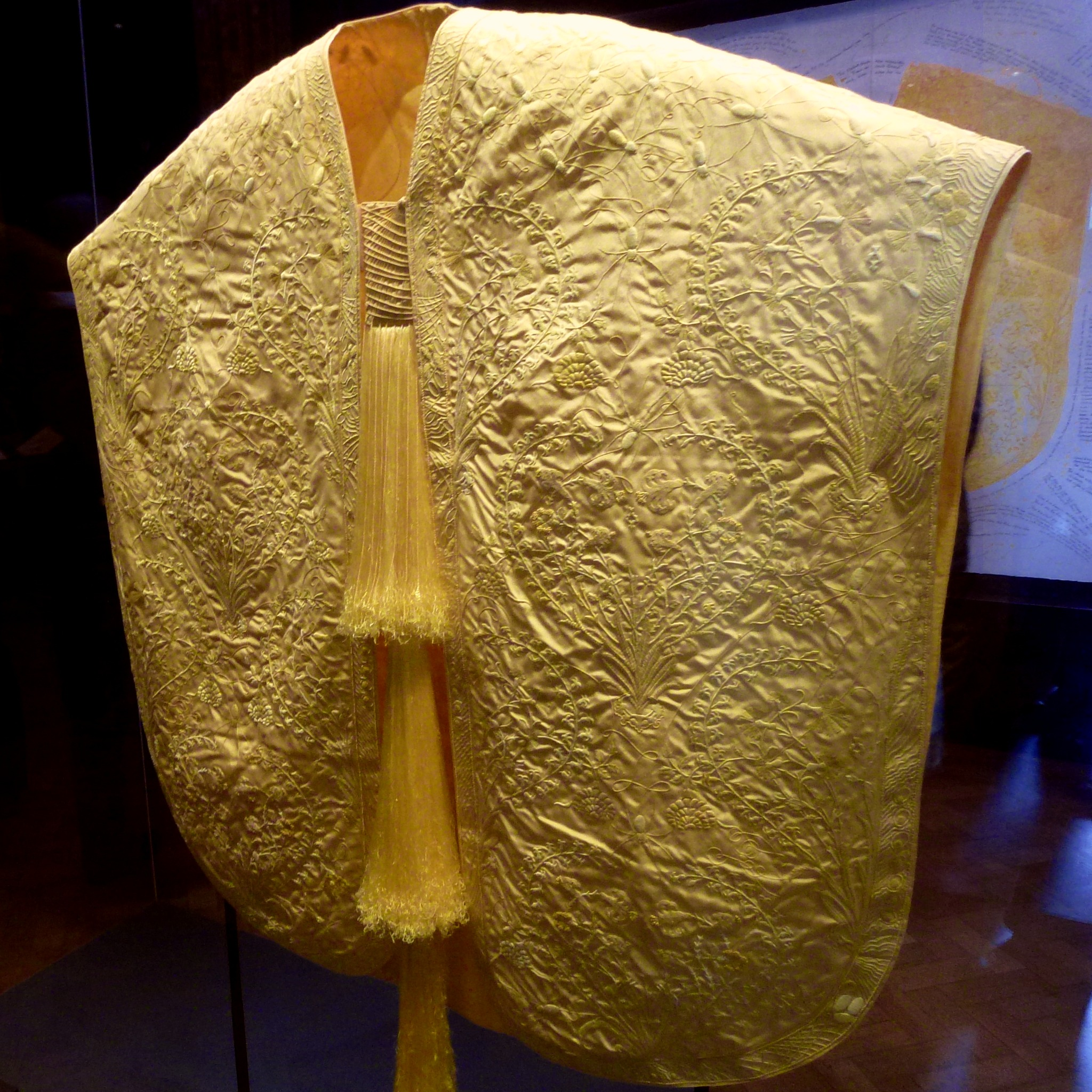
Une cape de Madagascar faite de soie d'araignée Nephila exposée au Victoria and Albert Museum de Londres en juin 2012.

À la fin du Second Empire, le Japon devient un pays fournisseur. L'ouverture au monde extérieur durant l'ère Meiji, à partir de 1868, permet aux Lyonnais de prendre pied dans le pays. La maison Hecht, Lilienthal & Cie obtient une position de quasi-monopole dans le secteur avec la fourniture de la totalité de l'équipement de l'armée impériale. Elle est payée en fil de soie qu'elle revend via sa maison-mère lyonnaise. L'importation de la mécanique Jacquard au Japon à partir de cette même époque entraîne une diffusion des motifs lyonnais dans la production locale.
Tout à la fin du XIXe siècle, une expérimentation est tentée avec la néphile dorée (également appelée nephila madagascariensis, ou, de son nom malgache, l’halabé). Cette araignée fileuse, connue depuis le début du XVIIIe siècle et propre à Madagascar, tisse d'immenses toiles de soie très résistante (couleur jaune or) et se prêtant particulièrement à la confection de vêtements de luxe. Des essais sont effectués à Lyon en 1893 pour une présentation à l'Exposition universelle, internationale et coloniale de 1894. Le père Paul Camboué, missionnaire jésuite à Madagascar, envoie de nombreux spécimens de soie au laboratoire de la condition des soies ; quoique vivement intéressé par les échantillons, le laboratoire estime d'une part que ceux-ci sont en quantité trop faible pour pouvoir juger de l'intérêt industriel de la soie d'araignée, et d'autre part que les araignées malgaches ne s'acclimateront probablement pas au climat lyonnais,.

##### Un système productif sous tension

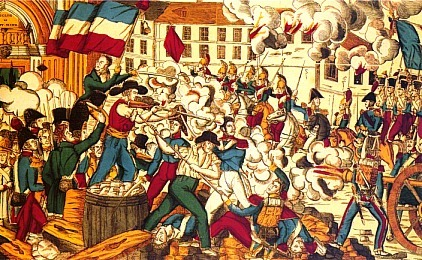
Bataille dans les rues de Lyon devant l'église de Saint-Nizier - Révolte des canuts octobre 1831.

Sous une élite très resserrée, une masse importante d'ouvriers peuple la Fabrique, qui est « sous la monarchie de Juillet, peut-être la plus forte concentration européenne d'ouvriers employés dans une seule industrie ». Cette masse se compose de plus de femmes que d'hommes. Contrairement à la plupart des autres types d'industries, la soierie lyonnaise reste longtemps artisanale. Le premier métier mécanique n'est installé qu'en 1843, et on n'en dénombre que 7 000 en 1875. En 1866, il y a 30 000 métiers à tisser à Lyon et 95 000 dans les campagnes environnantes.
Au début du siècle, la production est concentrée en ville, et plus particulièrement sur la colline de La Croix-Rousse, alors une commune indépendante et qui a donc l'avantage d'être exonérée de l'octroi, jusqu'à son rattachement à Lyon en 1851. Puis la Fabrique disperse les lieux de fabrication dans le Lyonnais, le Beaujolais, allant jusqu'en Dauphiné, dans le Bugey et la Savoie. C'est au début du siècle que naît le terme de « canut » pour désigner le tisseur de soie lyonnais.
Tout comme aux siècles précédents, la production est effectuée par des artisans indépendants, rétribués à la pièce et dont les relations avec les donneurs d'ordre sont régulièrement tendues. Deux grands conflits vont affecter le système productif au XIXe siècle :
- En 1831, la première Révolte des canuts soutient la revendication d'un tarif minimum de fabrication, d'abord négocié puis refusé par les fabricants. Du 21 novembre au 2 décembre prend place un mouvement violent qui voit les insurgés se rendre maitres des quartiers de la Croix-Rousse et de la Presqu'ile. Les canuts rétablissent l'ordre dans la ville, ils l'administrent, et se retirent à l'arrivée de l'armée dirigée par le Maréchal Soult, ministre de la guerre[26].
- En 1833-1834, la question du tarif provoque à nouveau des mouvements de grève générale. Les meneurs sont arrêtés mais leur mise en procès provoque de nouvelles émeutes (9 au 15 avril 1834) qui seront réprimées (300 morts, de nombreux blessés et 500 arrestations)[27].

Au total et selon l'historien Pierre Léon, ces révoltes ne perturbent pas significativement la prospérité générale et permettent aux tisseurs de voir leur niveau de vie progressivement s'améliorer.
Sous le Second Empire, le conseil des prud'hommes, de par la volonté de la chambre de commerce, commence à rassembler des collections d'échantillons de tissus. Celles-ci sont autant destinées à assurer à chacun la propriété d'un motif qu'à nourrir les idées des dessinateurs et des fabricants. Contrairement à ce qui se passait au siècle précédent, les dessinateurs se spécialisent dans un rôle purement artistique et de metteur en carte. Les innovations ne proviennent plus d'eux, mais d'ouvriers ou de fabricants. Souvent embauchés jeunes, en qualité d'employés, par des maisons de soierie, ils y sont formés et innovent peu artistiquement.
Avec l'adoption, sous le Second Empire, de la mode des unis, les maisons soyeuses ont moins besoin de dessinateurs, et n'embauchent plus. En 1870, ceux qui restent ont vieilli, et ne forment plus personne. Cela prépare la crise de renouvellement du début de la Troisième République.

##### Les débouchés
Les marchands-fabricants contrôlent entièrement les débouchés de la production, les chefs d'atelier ne vendant jamais les tissus qu'ils réalisent. Les circuits de la soie évoluent grandement au cours du siècle. Avant 1815, l'essentiel est distribué sur le continent, dans toutes les cours d'Europe. Par la suite, la forte hausse des barrières douanières déporte les ventes vers le Royaume-Uni et les États-Unis. Aux alentours des années 1870, ces deux États absorbent 70 à 80 % des achats de soierie lyonnaise.
Sur l'ensemble du siècle, c'est 80 % de la production qui est exportée de France. Les négociants ouvrent des filiales jusqu'à Mexico, Rio de Janeiro, Buenos Aires. Cette réussite commerciale sonne le glas des autres centres de production nationaux (Avignon, Tours, Nîmes), qui s'étiolent les uns après les autres. De même, la concurrence européenne (Krefeld ou Elberfeld en Prusse, Zurich, Spitafield à Londres ou Manchester) s'efface devant la puissance de la Fabrique lyonnaise, pour ne plus se contenter que des miettes du marché de la soie mondiale, surtout les produits bas de gamme, délaissés par les Lyonnais. Alors que la Fabrique exporte massivement ses produits vers les États-Unis, le début de la guerre de Sécession arrête immédiatement un métier sur trois. Heureusement, la signature d'un traité de libre-échange entre la France et l'Angleterre en 1860 ouvre immédiatement de nombreux nouveaux débouchés.
Négociants et commissaires renouvellent les stratégies de ventes : ils généralisent la pratique des échantillons, organisent les rythmes de renouvellement, la différentiation des produits, veillent à la meilleure formation des concepteurs. Ils s'appuient sur une force de production performante, répondant au modèle de la manufacture dispersée. À partir d'une commande, le travail se répartit de façon complexe au cours de multiples négociations entre ateliers, métiers, compagnons, apprentis, selon les nuances du produit. Pour réguler et orienter ce travail, la fabrique lyonnaise s'appuie sur trois composantes : les transactions, les institutions et la cité. Ainsi, dès le XVIIIe siècle, s'est mise en place une politique d'innovation conduite au niveau de la ville. Puis, à la suite de la Révolution, de la loi Le Chapelier prohibant les rapports de subordination, s'est mis en place par expérimentations successives, une sorte de code de la fabrique pour régir les tarifs, les régimes de prêts, d'endettements, ou l'accès à la profession, par une régulation d'inspiration démocratique. La fabrique se distinguait en cela du jacobinisme et du libéralisme économique. Ces principes se concrétiseront par la création du tribunal réformé des arts et métiers (1790-1791), des prud'hommes (1806-1807) et des sociétés de mutuellisme (Devoir Mutuel en 1828).
Progressivement, la clientèle finale évolue. Aux élites traditionnelles s'ajoutent les strates les plus élevées de la bourgeoisie européenne et américaine. Le pouvoir d'achat en forte croissance de cette partie de la population lui permet de s'offrir les produits de milieu de gamme proposés par les soyeux lyonnais (soie unie, mélangée), la soie restant un puissant marqueur social.

##### Les grandes maisons de la soie lyonnaise

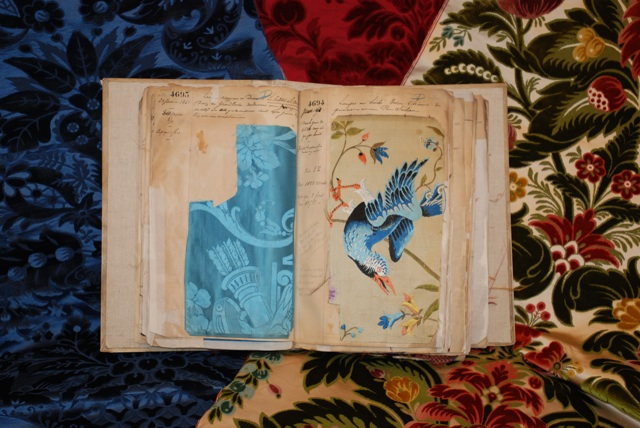
Livre présentant des patrons de la maison Prelle, datant de 1861.

Les grands noms de la soierie lyonnaise sont, au XIXe siècle : Arlès Dufour (marchand de soies et banquier), Baboin (spécialisé dans la tulle de soie), Bellon et Couty (fabricants dont la société, devenue Jaubert et Audras, est la plus importante de Lyon à la fin du Second Empire), Bonnet (spécialisé dans les unis noirs et promoteur des usines-pensionnats, devenant la société Richard & Cottin), Dognin et Isaac (fabricants de tulle de soie), Falsan, Gindre (fabricant de satins et taffetas), Giraud, Girodon, Gourd, Grand frères (repris ensuite par Tassinari & Chatel en 1870), Guerin (marchand de soie et banquier, héritier d'une famille remontant au XVIIe siècle), Le Mire, connu actuellement sous le nom de Prelle, Martin (fabricant de velours et peluche), Monterrad (fabricants de façonnés), Montessuy & chomer (fabricants de crèpe de soie), Payen, Pignatel (marchand de soie), Riboud, Testenoire. À leurs côtés se trouvent les maisons de teinture comme les Gillet (spécialiste des teintes en noir), les Guinon (plus grand teinturier de Lyon) et les Renard (fondateur de la fuchsine) ; mais aussi les familles de filateurs. En 1866, il existe 122 marchands en soie, 354 négociants-fabricants, 84 teinturiers, et une multitude de petites entreprises travaillant autour de l'industrie soyeuse (liseurs de carte, peigniers, fabricants de navette, dégraisseurs, apprêteurs, etc.).
Le monde des entrepreneurs en soie s'élargit régulièrement avec l'expansion de l'activité, pour doubler durant les cinquante premières années du siècle. Par la suite, le nombre des soyeux stagne, aux alentours de 350 à 400 marchands-fabricants. Cela signifie qu'en moyenne, la richesse de chacun s’accroît. Dans le même temps, une certaine concentration a lieu, mettant entre les mains d'une élite l'essentiel des moyens de production. En 1855, les treize principales entreprises fournissent 43 % de la soie tissée dans la région lyonnaise. Cette proportion passe à 57 % en 1867. Ces maisons les plus puissantes ont les fonds pour investir dans des machines mécaniques, standardisant les produits réalisés. Ce sont souvent elles qui intègrent en leur sein des entreprises annexes très nombreuses : fabricant de machines à gaufrer, d'apprêt, atelier de teinture (avec les premières teintures chimiques), etc. L'étude des successions permet de confirmer ce tableau, montrant que le monde du négoce se fond progressivement dans celui de l'industrie, et que les investissements croisés permettent à cette élite de voir son patrimoine croître considérablement. Ce monde des soyeux est géographiquement très concentré, principalement au bas des pentes de la Croix-Rousse, dans les quartiers Tolozan et Croix-Paquet,.
La plupart de ces grandes maisons lyonnaises furent créées par des néophytes au XIXe siècle mais certaines familles œuvraient dès l'Ancien Régime dans la fabrication et le commerce des soies, à l'exemple de la famille Payen dont l'aïeul, Jean-François Payen d'Orville (1728-1804), était marchand de soie à Lyon et à Paris, ou de la famille Baboin qui détient déjà au XVIIIe siècle une affaire de fabrication et de commerce de soieries dans la Drôme et à Lyon.
D'autres maisons créées au XIXe siècle prennent la suite de structures qui existaient déjà à Lyon avant la Révolution, notamment la maison Belmont et Terret qui, en 1814, voit les frères Belmont succéder à leur beau-père Jean-Charles Terret, important fabricant de soieries à Lyon à la fin du XVIIIe siècle.

##### Réussite économique du secteur de la soie

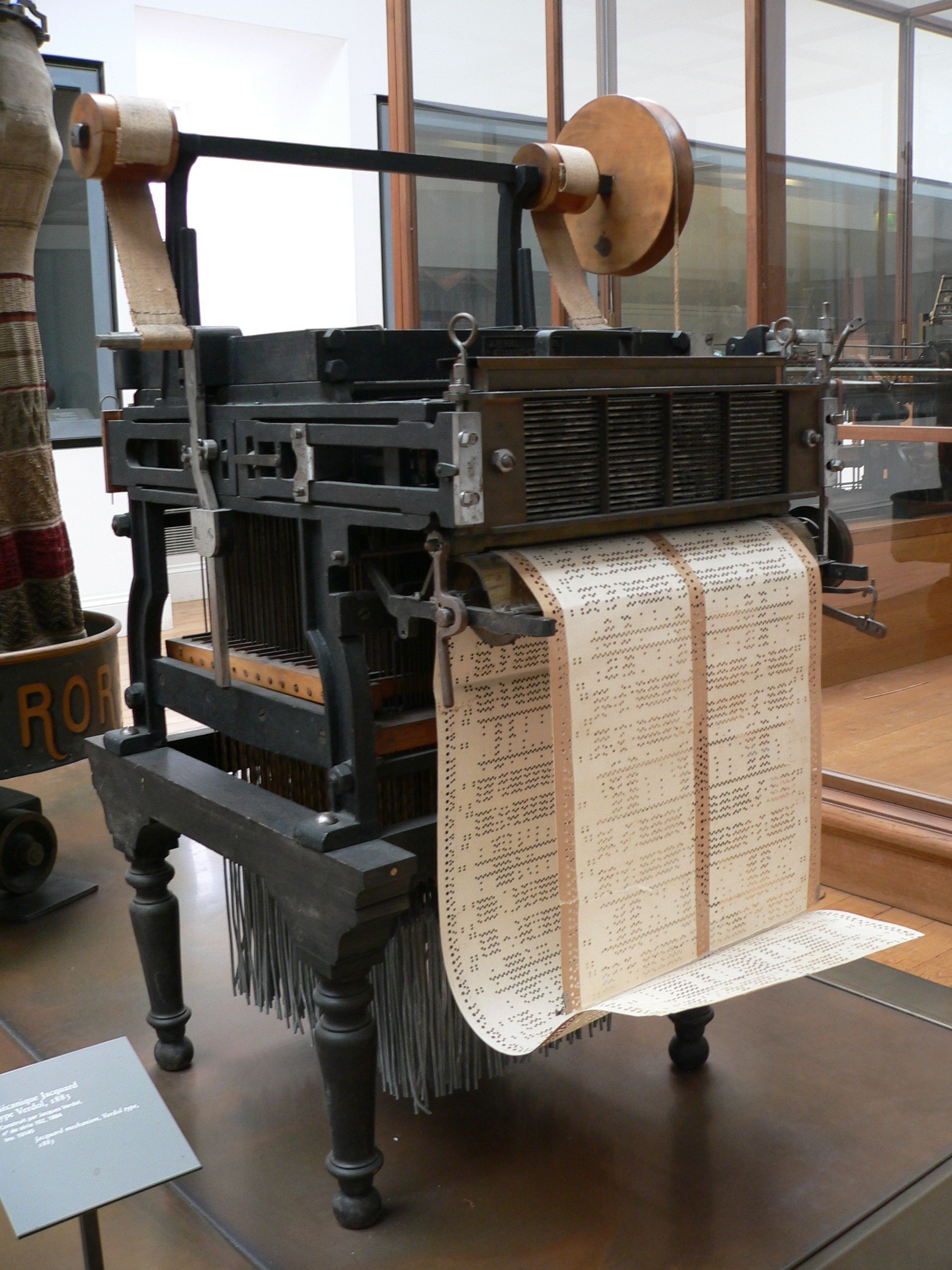
Un métier à tisser « Jacquard » surmonté d'une mécanique Verdol, outil de la prospérité lyonnaise. Musée des Arts et Métiers.

Durant les deux premiers tiers du XIXe siècle, la production de soie tire la richesse de la cité rhodanienne, avec des taux de croissance annuelle de 4 % environ, alors que la moyenne française est de 1,5 %. La valeur des ventes à l'étranger est de 60 millions de francs en 1832, et s’accroît considérablement pour s'établir à 454 millions de francs en 1860. Cette hausse est, comme dans les siècles passés, très discontinue, avec des périodes de presse et des mortes saisons ; elle n'est toutefois pas réellement touchée par les deux révoltes des canuts. Angleraud et Pellissier estiment même que la Révolution française, malgré les destructions, n'a été « qu'une simple péripétie dans la longue croissance de la Fabrique lyonnaise ».
La révolution industrielle pénètre peu la Fabrique, qui reste une économie à fort coût de main-d'œuvre, aisément supportée par la haute valeur du produit fini. C'est ainsi que le nombre de métiers passe de 18 000 en 1815 à 37 000 vers 1830 et 105 000 en 1876. Le préfet du Rhône, en 1837, donne l'évolution suivante : en 1789 16 à 17 000 métiers, sous l'empire 12 000, de 1824 à 1825 27 000 et en 1833 40 000. Cette croissance oblige les donneurs d'ordre à en installer non plus dans la ville, qui est saturée, mais dans les faubourgs et les campagnes environnantes,. Les succès économiques de ce secteur permettent aux travailleurs de la soie de sortir progressivement de la misère et, pour les plus qualifiés d'entre eux, d'atteindre une certaine aisance. Le tournant de cette évolution a lieu durant le Second Empire, apogée de la prospérité de la Fabrique.

##### La soie, matrice de la chimie lyonnaise
La Fabrique est un secteur en plein essor, qui entraîne avec lui d'autres parties de l'économie ou de l'activité scientifique lyonnaises. La chimie en profite ainsi pleinement. La préparation de la soie et sa teinture nécessitent une grande maîtrise de nombreux produits chimiques. Jusqu'à la Révolution, les teintes sont obtenues avec des produits naturels. Au XIXe se produit un véritable bouleversement, dont les chimistes lyonnais, poussés par les besoins d'une industrie textile puissante, sont pleinement partie prenante,.
Au début du XIXe siècle, la majorité de ces substances est issue de l'acide sulfurique, ce qui explique la présence à Lyon de nombreux fabricants de « vitriol ». Avant l'apparition des colorants artificiels, la soie doit passer par un mordançage pour être teinte. Le seul colorant de cuve efficace est alors l'indigo, les autres doivent être précédés d'un mordant. Les teinturiers lyonnais en essaient ainsi de grands nombres (acide gallique, alun, vitriol vert, rouil, pyrolignite de fer, verdat, mousse d'étain, etc.). En 1856, un chimiste anglais, William Henry Perkin, découvre le pourpre d'aniline, appelé à Lyon la mauvéine. « Non seulement ce colorant était facile à appliquer, sans mordant, mais il apportait aux soieries un éclat particulier, impossible à obtenir avec des colorants naturels ».
Cette nouveauté déclenche à Lyon un vif intérêt pour la chimie, notamment au sein de l'enseignement professionnel du lycée de la Martinière dont sont issus les chimistes spécialistes des teintures, tels Nicolas Guinon, Étienne Marnas ou Emmanuel Verguin. Ce dernier synthétise en 1858 la fuchsine, autre colorant de l'aniline, plus solide que la mauvéine,.

#### Les évolutions du style et du commerce de la soierie lyonnaise

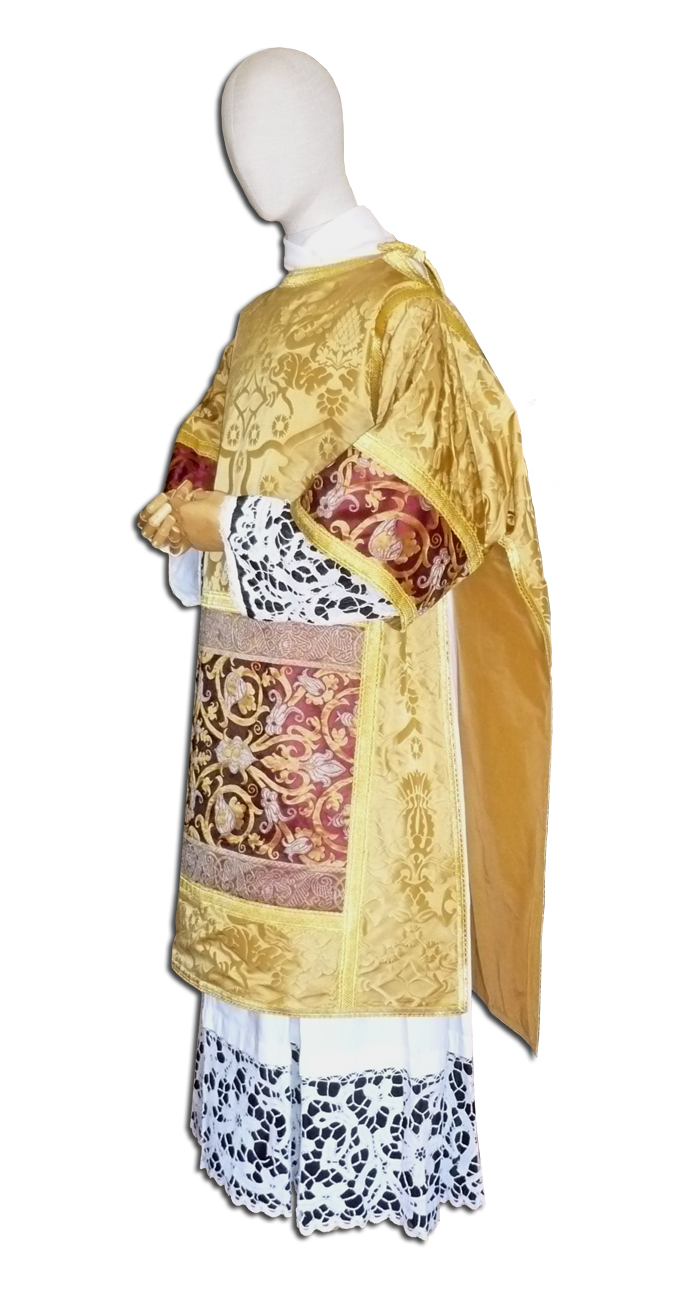
Dalmatique.

Le style de la Fabrique lyonnaise a comme caractéristique première l'inspiration florale, souvent dans une optique naturaliste. Une autre face typique est la volonté de mettre en avant les prouesses techniques. Tout au long du siècle, les plus grandes maisons de soyeux présentent le meilleur de leur savoir-faire durant les « Expositions des produits de l'industrie française », puis lors des expositions universelles lorsqu'elles se substituent aux premières en 1851. Ils font faire des pièces à la pointe de leurs capacités techniques pour ces occasions ; qui leur permettent d'obtenir de prestigieuses commandes. Les produits présentés sont représentatifs des évolutions de leur style ou de leur clientèle.

##### Le style de la soie lyonnaise sous la Restauration: la taille-douce
Durant la période de la Restauration, un tissu remporte un grand succès : le damas taille-douce, participant à l'élaboration du style Restauration. « Conçus pour donner l'illusion d'une gravure au burin, ces tissus supposent plus que tous autres une connaissance approfondie de la mécanique et des ressources qu'elle peut offrir ». La fabrication de ce tissu est permise par les améliorations techniques apportées par Étienne Maisiat et E. Moulin au métier Jacquard, le premier en installant un système de tringle pour faire des découpures et des liages quasi-invisibles et le second en inventant la mise en carte produisant l'illusion de taille-douce. La principale maison exploitant cette technique est la société Chuard, avec laquelle elle obtient de nombreuses récompenses. La maison Cordelier tisse également des damas en taille-douce.

##### Sous la monarchie de Juillet: la mode de l'Orient et l'essor de la soie liturgique
Durant la période de la monarchie de Juillet, le secteur de la soie, en plus de ses débouchés traditionnels (vêtement et ameublement en Europe), voit se développer nettement deux domaines : la paramentique en France et la vente à destination de l'Orient. L'essor de la foi catholique et l'obligation, après des décennies difficiles pour les paroisses de reconstituer les vestiaires liturgiques fournissent une clientèle importante pour la fabrication de dalmatique, chasuble, pluvial, conopée ou dais. Parmi les fabricants impliqués dans ce secteur, il y a la maison Lemire. Déjà important au XVIIIe siècle, le commerce avec l'Orient prend un grand essor à cette époque, avec notamment les productions de la maison Prelle.

##### Sous Napoléon III: la mode du néo-gothique et des unis

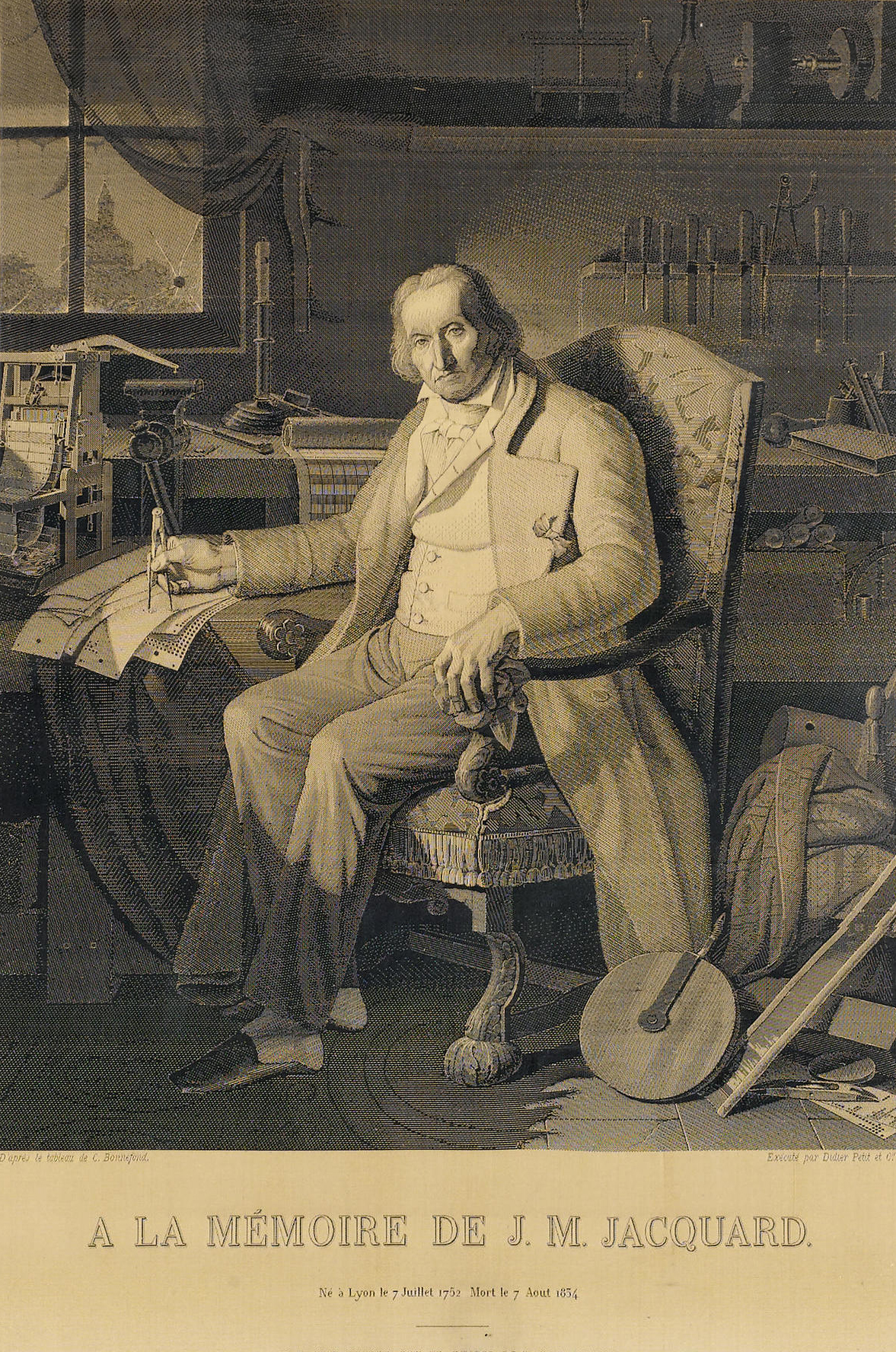
Portrait tissé de Joseph Marie Jacquard par Carquillat (vers 1839).

Durant le milieu du XIXe siècle, le courant du néo-gothique se répand dans toute la société, touchant toutes les formes d'art et d'artisanat. Les motifs néo-gothiques apparaissent dans les livres de patron aux alentours des années 1835, pour connaître un apogée à partir du Second Empire. Ils sont destinés, outre à la liturgie catholique, dont le pic de demande se situe entre 1855 et 1867, à l'ameublement et à la robe. Les maisons Lemire et Prelle produisent de grandes quantités de tissus à l'aide de ces motifs. Prelle en particulier se procure des dessins auprès de Viollet-le-duc, du révérend Arthur Martin et de l'abbé Franz Bock. Le premier s'inspire de l'iconographie médiévale pour ses croquis mais sans copier de tissus existant. Arthur Martin dessine pour Prelle des motifs résultant de mélanges de style médiévaux et plus modernes. Le dernier, compilateur de plusieurs études sur les vêtements ecclésiastiques du Moyen Âge, fournit au fabricant lyonnais des copies exactes d'étoffes qu'il a collectées et analysées. D'autres maisons suivent, telle Tassinari & Chatel à partir de 1866. Ces modes ne concernent qu'une partie de la production, l'essentiel restant fidèle aux traits marquants de la Fabrique, notamment les motifs floraux figuratifs.

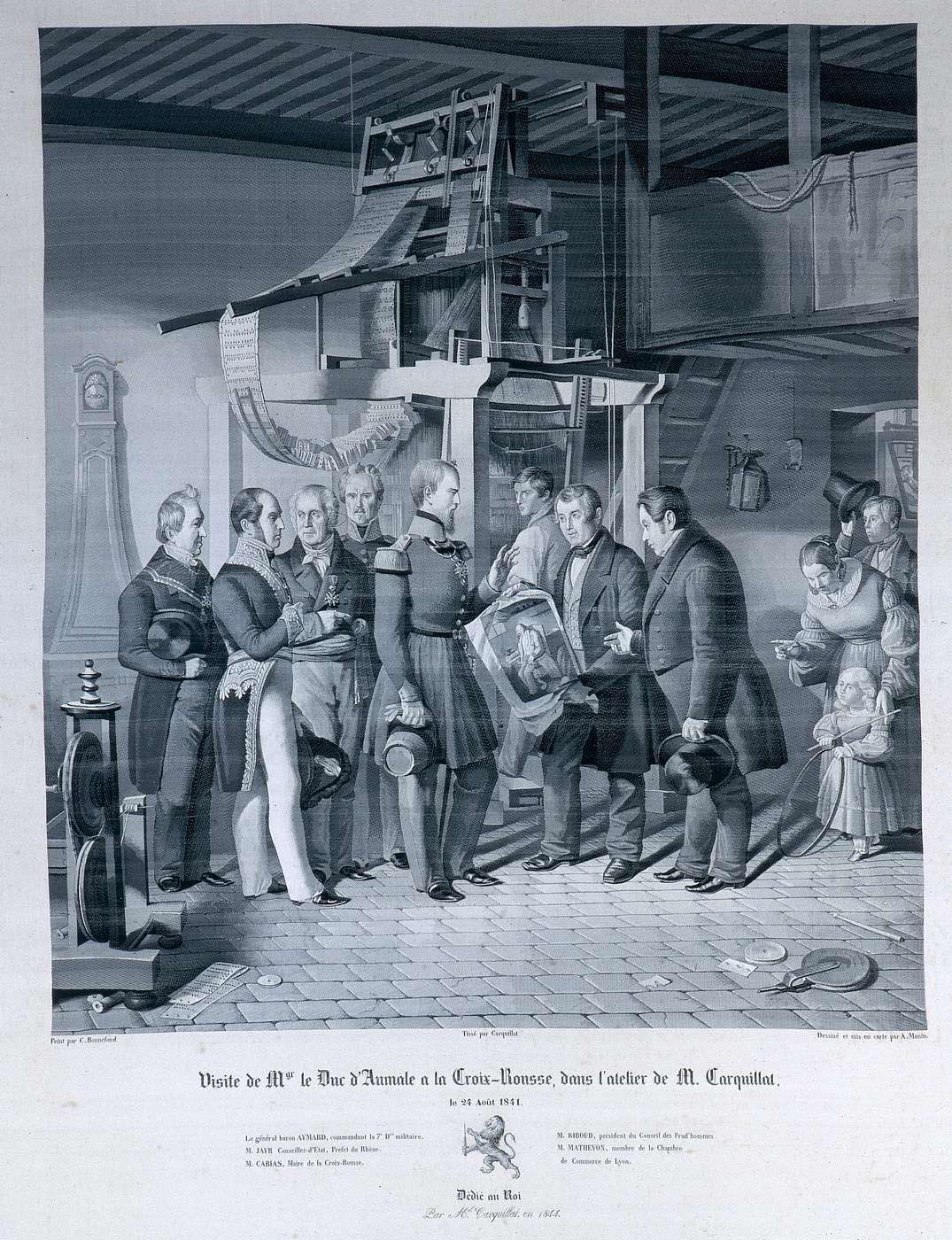
Visite de Mgr le duc d'Aumale à la Croix-Rousse dans l'atelier de M. Carquillat. Tableau tissé par Carquillat en 1844.

Une autre tendance se dessine également, portée par les goûts de la cour, et notamment ceux de l'impératrice Eugénie. Délaissant les motifs, elle recherche des tissus unis dont les attraits sont apportés par la matière et les couleurs. Les fabricants proposent alors des « étoffes faussement unies, des taffetas luisants, aux failles brillantes, aux satins, aux moires, gris, bleu, bordeaux ». La moire moderne est inventée à Lyon par Tignat, en 1843. Les motifs ont toutefois toujours la faveur impériale, s'ils sont ton sur ton. Pour pallier cette absence de dessin, les fabricants exploitent également les dentelles. Leurs prestigieux façonnés trouvent toutefois toujours une clientèle pour, par exemple, les châles ou les robes de bal. Dans les années 1860, la Fabrique lyonnaise se tourne ainsi avec ses unis vers une clientèle plus modeste. Utilisant des techniques aisément mécanisables, les fabricants font varier les armures et les teintures pour offrir de la diversité.
À côté de la réorientation d'une partie de sa production vers des tissus simples, la soierie lyonnaise cherche à conserver sa place dans l'ameublement et l'habillement destinés à l'élite. Pour cela, ils rivalisent de prouesses techniques largement mises en avant lors des expositions, tel la portière conçue en 1867 par la maison Lamy & Giraud et composée par le dessinateur Pierre-Adrien Chabal-Dussurgey, qui nécessite pour son tissage 91 606 cartons. Durant le Second Empire, la Fabrique lyonnaise connaît un prestige sans précédent lors des premières expositions universelles. Lors de la première, tenue à Londres en 1851, « l'exposition lyonnaise a démontré la suprématie incontestable de la « haute nouveauté » et du « grand luxe », à l'exemple de la maison Mathevon & Bouvard, ou de la maison James, Bianchi & Duseigneur. Elle a exposé des foulards et châles en soie de la maison Grillat Ainé, et les célèbres portraits tissés en soie de Carquillat ». Après Londres, l'exposition universelle de Paris de 1855 assoit davantage encore la domination du secteur par la Fabrique lyonnaise. La maison la plus admirée de cette session est Schulz frères, qui fabrique en 1853 le manteau de mariage de l'impératrice Eugénie et en 1856 celui de l'impératrice du Brésil Thérèse-Christine de Bourbon-Siciles.

## La Troisième République: déclin et reconversion
Pour un article plus général, voir Lyon sous la Troisième République.

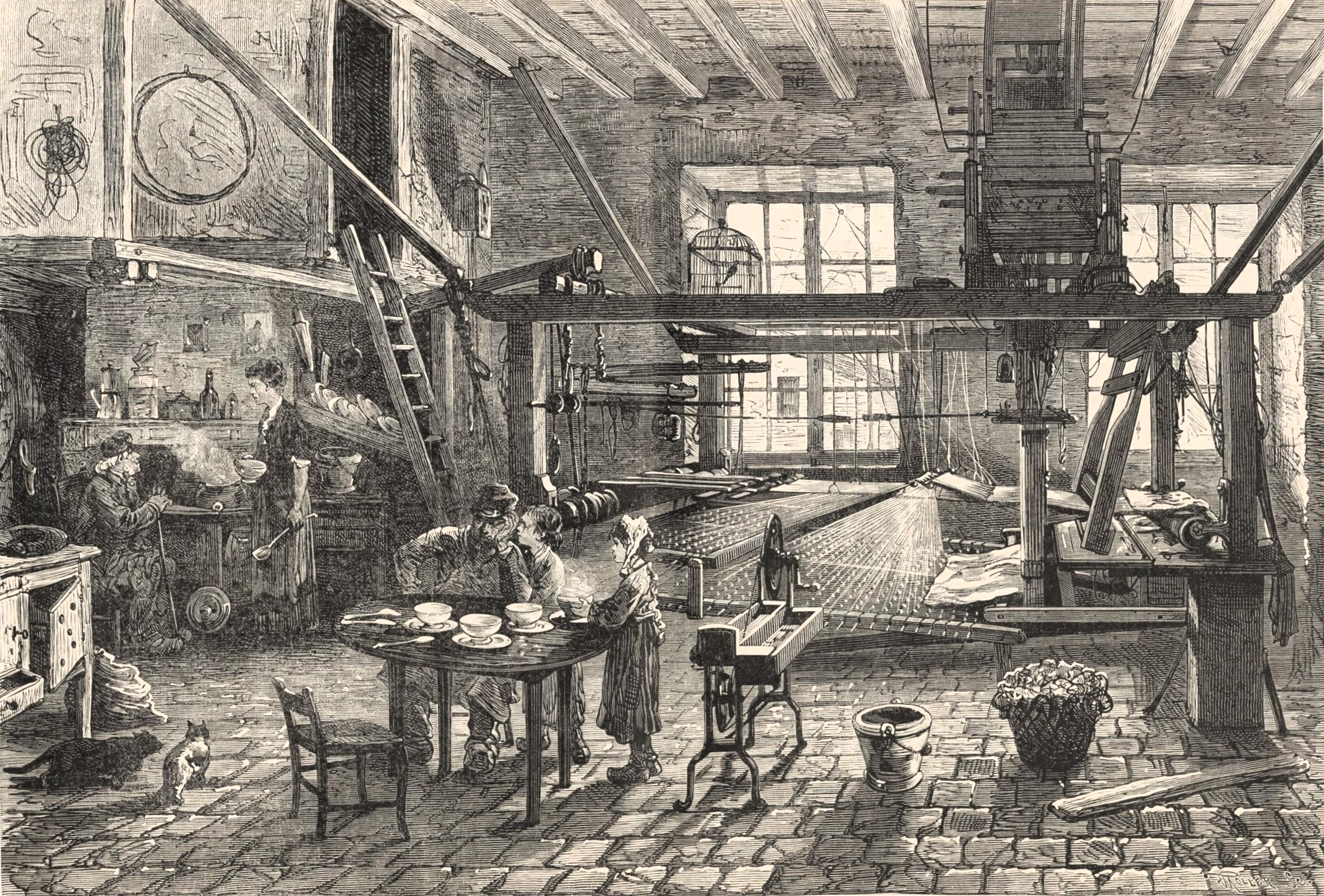
Intérieur d'un canut, au moment de la crise de 1877.

Avec l'avènement de la Troisième République commence le déclin de la Fabrique lyonnaise. Les causes principales en sont la désaffection du public pour les soies ouvragées et la montée de concurrences nouvelles. Malgré de nombreuses tentatives d'adaptation et recherches de solutions, le secteur s'effondre avec la crise des années 1930.

### Les années 1880: Premier déclin
Les années fastes perdurent jusqu'en 1875-1876, puis la tendance se retourne lourdement. Au tournant des années 1880, les années de crise se succèdent. L'industrie soyeuse lyonnaise est frappée en premier lieu par la contraction générale de l'économie française et européenne. Mais cet événement conjoncturel n'explique que partiellement les difficultés du secteur. À cela s'ajoute le fait que la mode renonce définitivement aux soies pures et façonnées, se tournant vers des tissus mélangés, les crêpes, les gazes, les mousselines, etc. L'essor des tissus où la soie est mélangée à d'autres matières (coton, laine) est définitif, pour des raisons de coût. D'autres tissus de qualité encore moindre s'imposent grâce à leur prix encore inférieur, tels la soie tussor élaborée avec le ver à soie tussah asiatique ou la schappe.
Dans le même temps, la concurrence devient plus rude, dans un contexte de protectionnisme douanier. Les industries textiles de toute l'Europe, souvent plus récentes, s'adaptent très rapidement aux exigences du marché. Lyon doit céder la première place sur le marché mondial de la soie à Milan. Même les soies américaines, japonaises et chinoises entrent en concurrence avec les lyonnaises. Cette difficulté à faire face à cette mondialisation se retrouve dans les réseaux d'approvisionnements. Si la crise des années 1850 a été surmontée, c'est grâce à des investissements en Italie et dans le Levant. Mais les Lyonnais sont très peu présents en Asie, les quelques tentatives dont l'initiative Pila sont des exceptions.
|                       | 1867 | 1870 | 1875 | 1880 | 1890 |
| Fabricants de soierie | 399  | 386  | 370  | 372  | 282  |
| Fabricants de tulles  | 67   | 74   | 51   | 54   | 44   |

De nombreuses maisons de soies ferment leurs portes durant cette décennie. Dès les années 1890, les survivantes s'efforcent de répondre à cette nouvelle situation.

### Le tournant de la Belle époque: tentative d'adaptation

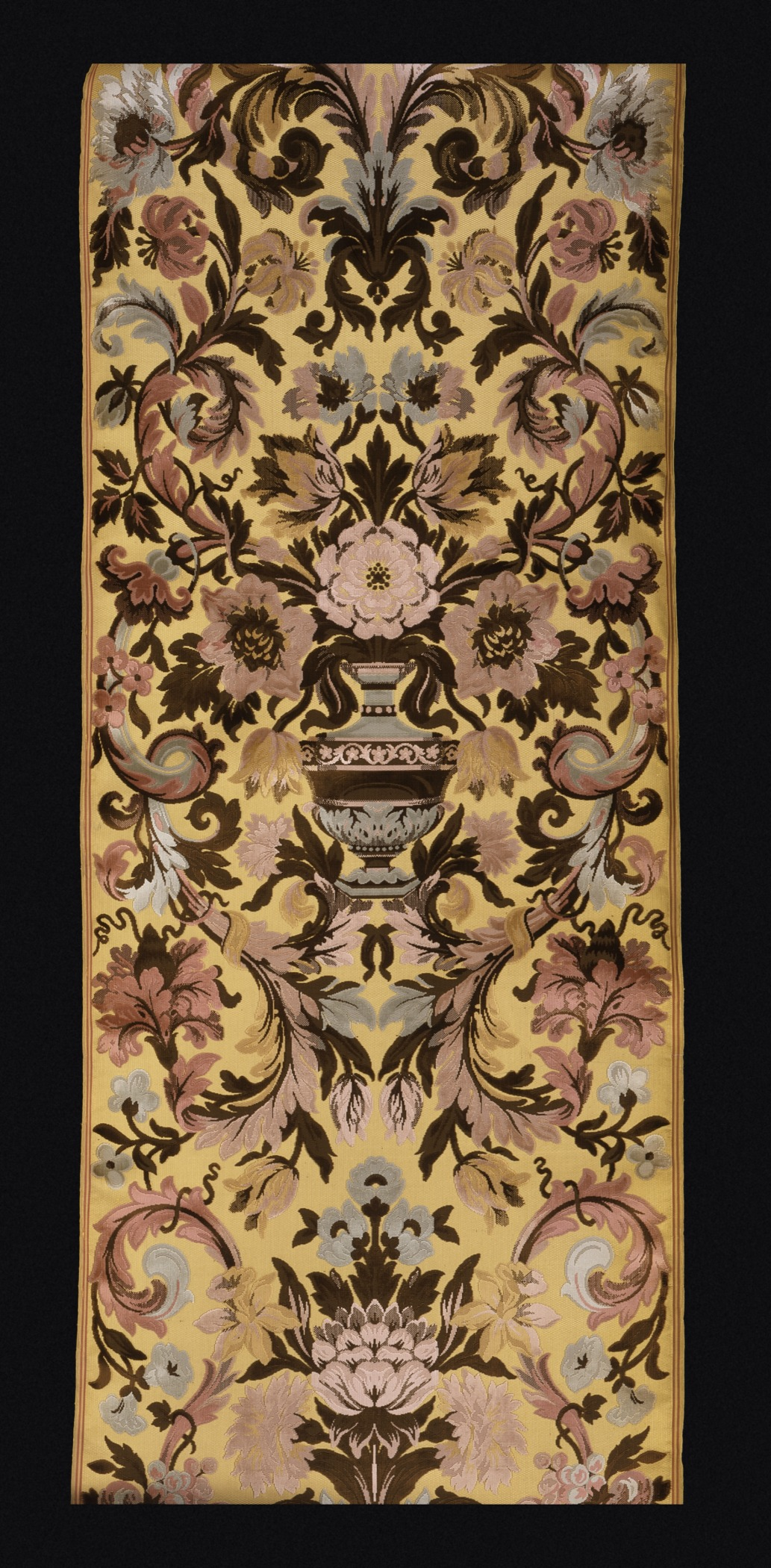
Tissu mélangé soie et lin de la maison Prelle, réalisé vers 1876. Conservé au musée d'Art du comté de Los Angeles.

Réactifs, les soyeux lyonnais parviennent à répondre à la crise à la Belle époque en s'adaptant lourdement. Certaines maisons se créent même dans ces années, telles, en 1905, la Société S. Blanc, F. Fontvieille & Cie, alors spécialisée dans la fabrique de tissus de soie pour corset et qui, ensuite, prendra son essor en se diversifiant, connaissant une forte expansion. Les maisons les plus dynamiques produisent ainsi de nouveaux tissus, s'engagent dans la mécanisation et tissent d'autres matières. La Première Guerre mondiale arrête brutalement presque toute la production.

#### De nouveaux tissus
De nombreux fabricants se tournent résolument vers les nouveaux tissus et retrouvent une place prédominante dans le commerce mondial des matières précieuses jusqu'aux années 1930. Ces tissus sont soit des fils de soie mélangés avec d'autres matières (laine, coton) ou des soies de moindres qualités. Les fabricants n'hésitent ainsi pas à employer les méthodes de leurs concurrents pour leur ôter tout avantage compétitif,.
Dans le même mouvement, une partie de la Fabrique se tourne vers les matières entièrement synthétiques. Plusieurs fabricants soyeux fondent ainsi en 1904 la « Société lyonnaise de la soie artificielle » ; même si nombreux sont ceux au sein de la Fabrique à ne pas se tourner résolument vers ce fil jugé moins noble. Les réussites commerciales de l'industrie textile lyonnaise jusqu'aux années 1920 sont dues en grande partie à la rayonne et à la fibranne. De fait, les maisons n'utilisant que de la soie naturelle enregistrent un important recul ; tandis que l'industrie textile lyonnaise en général parvient à se maintenir.

#### La mécanisation

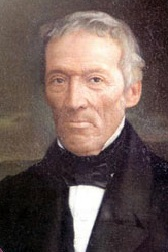
Claude-Joseph Bonnet, un des précurseurs de l'industrialisation du tissage de la soie.

Les industriels entament une mécanisation intense de leurs outils de production. Le nombre de métiers mécaniques passe ainsi de 5 000 en 1871 à 25 000 en 1894 et 42 500 en 1914. La soie pure étant fragile, elle n'est pas adaptée à une mécanisation lourde. Mais l'essor des fils mélangés ou de moindres qualités lève le problème et nombreux sont les grands soyeux à se tourner vers ces métiers à tisser pour réduire les coûts, telle la maison Bonnet. Cet essor ne signifie pas la disparition immédiate des métiers à bras, mais leur nombre diminue rapidement. Avant la Première Guerre mondiale, la mécanisation ne touche toutefois que les soies de qualités basses et moyennes, et non les soieries riches et moins encore les façonnés. La fragilité des plus belles fibres et les difficultés pour préparer un métier Jacquard afin de reproduire des motifs complexes ne rendent pas à cette époque rentable leur réalisation sur des métiers mécaniques. Les métiers à bras sont 115 000 en 1873, encore 56 000 en 1900 et plus que 17 300 en 1914. Globalement, la montée en puissance des métiers mécaniques permet d'augmenter la capacité de production de la Fabrique, qui progresse de 25 % entre 1877 et 1914.
Cette évolution touche surtout les métiers à tisser intra-muros. Les métiers à bras lyonnais ne sont ainsi pas remplacés sur place, mais dans les régions limitrophes, surtout en Isère, vers Voiron, la Tour-du-Pin ou Bourgoin. Certaines sociétés ferment même leurs commandes aux métiers lyonnais pour créer des filatures à l'étranger. Ainsi, la maison Payen ouvre et agrandit plusieurs fois des usines de filature en Italie. S. Blanc, F. Fontvieille & Cie possède une filature en Angleterre. De même, la maison Guérin investit en Italie, avant de racheter en 1900 les filatures de Mont Liban à Palluat, Testenoire et Cie.

#### L'approvisionnement

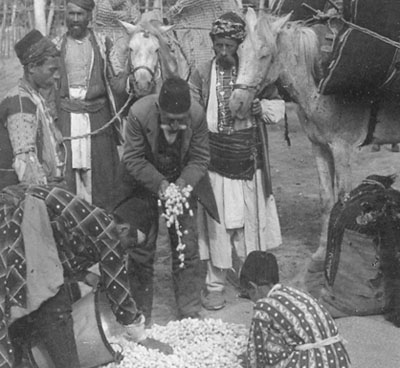
Vente de cocons de soie près d'Antioche destinés à des acheteurs lyonnais. Environ 1890-1900.

Les industriels soyeux les plus entreprenants surpassent les habitudes traditionnelles de la Fabrique et s'aventurent vigoureusement dans l'importation de matières premières (brutes ou déjà ouvragées) directement d'Asie. En effet, les filatures d'Extrême-Orient font alors des progrès importants, qualitatifs comme quantitatifs. Les moyens de communication et de transports sont bien plus performants, de même que les systèmes commerciaux internationaux, rendant les achats directs sans intermédiaires plus fiables. Des maisons comme Permezel n'hésitent pas à procéder ainsi, de même que Veuve Guérin et fils, qui investit dans des filatures au Moyen-Orient en rachetant les usines de Palluat-Testenoire,.
Pour mieux connaître la soie chinoise, à l'imitation de la mission Lagrénée de 1844, une seconde expédition est organisée à l'invitation de Frédéric Haas, consul de France à Hankou. Cette fois-ci, la chambre de commerce de Lyon envoie Ulysse Pila en tant qu'organisateur et commissaire délégué. Des délégués d'autres villes et d'autres secteurs industriels sont invités, pour atteindre un total de treize membres de l'expédition. Partis de Marseille en septembre 1895 et arrivés à Saïgon un mois plus tard, ils parcourent toute la Chine durant deux ans. À leur retour, ils publient un ouvrage et de nombreux rapports techniques, qui seront largement exploités par les soyeux lyonnais.

Vue de l'intérieur du laboratoire de la Condition des soies de Lyon. On distingue au premier plan une vitrine murale qui recense plusieurs écheveaux de soie par origine.

La recherche d'un meilleur approvisionnement en fil de soie incite la chambre de commerce à créer en 1885 le « Laboratoire d'études de la soie ». Le but est de mieux connaître le bombyx du mûrier pour garantir un fil de la meilleure qualité. Cet institut effectue des recherches sur la vie de l'animal et les caractéristiques de sa soie. Les résultats des travaux servent pour la mécanisation du moulinage et du tissage. Ce laboratoire élargit également son champ d'étude à toutes les espèces séricigènes, constituant une importante collection d'animaux. Le laboratoire est installé au second étage de l'immeuble de la Condition des soies. Couplé au laboratoire, un musée sérique est constitué pour contenir les collections de spécimens recueillis par l'institution et fournis autant par des commerçants en soie, d'autres musées, des agents consulaires ou des particuliers. Rapidement, dès 1890, le musée s'ouvre au public et aux institutions d'enseignement. Il présente également ses collections partout en France lors de manifestations, telles les expositions universelles.

#### La spécialisation

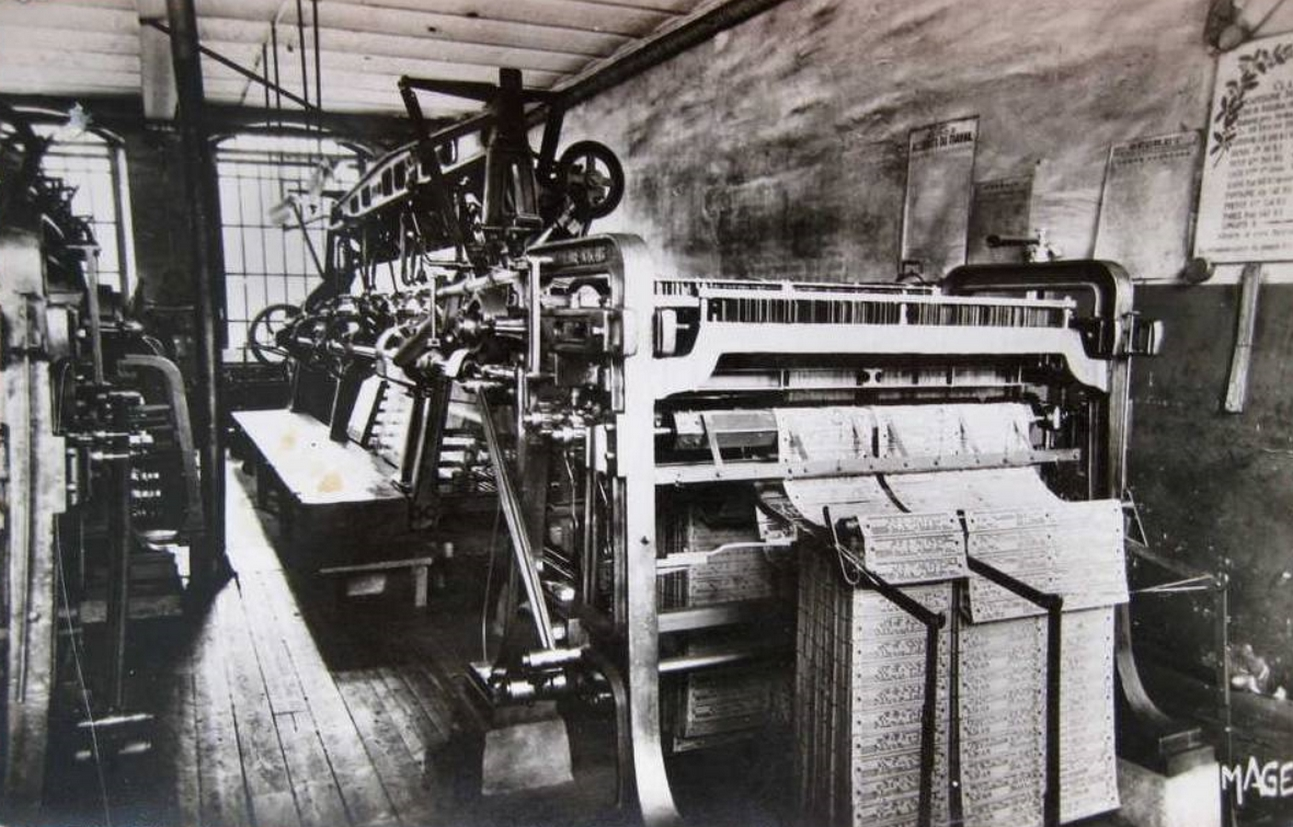
Un métier à tisser la dentelle avec une mécanique Jacquard.

D'autres maisons, enfin, tentent de surmonter la crise en resserrant leurs activités autour d'un noyau de clientèle et d'un produit. Ainsi, la société Tassinari et Chatel se consacre dès le début de la crise et jusqu'aux années 1910 à la paramentique et au tissu d'ameublement. Après 1910, la politique de spécialisation se poursuit avec l'abandon du textile religieux.
D'autres entreprises se spécialisent dans le haut de gamme vestimentaire, en ouvrant alors des comptoirs à Paris au plus près des élites et des grands couturiers qui dictent les évolutions de la mode. Ainsi, la maison Atuyer-Bianchini-Férier se place près de l'opéra Garnier et embauche des artistes prestigieux pour imaginer ses motifs, dont Raoul Dufy de 1912 à 1928.

#### Le changement de gamme
Une majorité de fabricants sous la Troisième République se tourne résolument vers le marché de la soie bon marché. En effet, les façonnés aux motifs floraux classiques trouvent de moins en moins de clients et sont en déclin aux alentours de 1900. C'est à cette période que les motifs Art nouveau font leur apparition, suivant la tendance générale de la mode.
Accompagnant l'éclosion de la mode de « Petite Nouveauté » à la belle époque, qui voit des fabricants reprendre les motifs et thèmes de la Haute nouveauté dans des configurations simplifiées et des matières de moindre qualité, de nombreux soyeux s'engagent résolument sur ce créneau délaissé autrefois aux fabricants étrangers. La maison la plus emblématique de cette stratégie commerciale est celle dirigée par Léon Permezel, qui parvient par de nombreux moyens techniques à valoriser les déchets de soie et les matières moins nobles pour produire en masse.

#### Autres initiatives
Plus symboliquement, en 1886, le Conseil municipal de Lyon crée une marque aux armes de la ville permettant aux acheteurs de reconnaître une étoffe tissée à Lyon. Dans les mêmes années, et malgré des réticences dans le milieu professionnel, la mairie ouvre une école de tissage pour aider la Fabrique à disposer d'un vivier de tisseurs qualifiés,.
La chambre de commerce ouvre en 1872 une école de commerce, l'École supérieure de commerce de Lyon pour améliorer l'efficacité des commerciaux de la Fabrique. Accueillant l'école de Mulhouse qui a quitté la ville après l'annexion de l'Alsace-Lorraine par l'Empire allemand, elle s'inspire des institutions étrangères et intègre rapidement un cours de tissage.

### L'épreuve de la Grande guerre
Durant le Premier conflit mondial, la Fabrique souffre terriblement. Le marché du luxe est paralysé, les clientèles européennes inaccessibles et le fructueux marché de l'Empire russe disparaît. À l'autre bout de la chaîne, les importations de soie brute, que ce soit d'Italie ou d'Asie, sont arrêtées. Par ailleurs, une grande partie des ouvriers et des patrons sont mobilisés. L'activité freine brutalement en 1914,. Elle reprend timidement en 1915, à un niveau très bas pour remonter lentement durant la guerre. L'approvisionnement en soie redémarre également, et le souci pour les maisons devient le manque de main-d'œuvre.
| Année  | 1913 | 1915 | 1916 | 1917    | 1918 |
| ------ | ---- | ---- | ---- | ------- | ---- |
| Indice | 100  | 65   | 65   | 70 à 75 | 80   |

Le blocage des importantes importations de produits chimiques allemands et la mobilisation des moyens de production pour d'autres activités par l'armée posent de lourds problèmes aux teinturiers. Les moyens mis en œuvre pour produire malgré tout sont le rallongement des délais, l'utilisation de produits de remplacement et la réduction de la gamme de couleur proposée au client.
Contrairement à d'autres industries qui peuvent participer à l'effort de guerre en se reconvertissant, l'industrie de la soie n'a pas cette option. Elle ne bénéficie donc pas directement de la guerre 1914-1918. Toutefois, un effet du conflit est l'obligation pour les fabricants qui parviennent à trouver un débouché de se tourner vers la soie artificielle ou d'autres fibres, poursuivant ainsi l'évolution de la production entamée avant le conflit. Une autre conséquence de la guerre est l'ouverture pour les maisons françaises des marchés traditionnellement acquis aux fabricants allemands. Les Pays-Bas et les pays scandinaves s'ouvrent ainsi aux soies lyonnaises. D'autres, où les commissionnaires lyonnais étaient en concurrence avec les Allemands, deviennent plus aisés à prospecter : États-Unis, Brésil, Argentine, Espagne.

### Le sursaut des années 1920 et l'effondrement avec la Grande crise
Après les difficultés dues à la Première Guerre mondiale, la Fabrique se relève vigoureusement. La modernisation de l'appareil productif avec le passage massif à la mécanisation et l'appel d'air fourni par le statut de Paris comme capitale mondiale de la mode le permettent. Des évolutions initiées avant-guerre, les soyeux vont faire un nouveau modèle, fructueux durant les années 1920, mais insuffisant pour survivre à la Grande Dépression. Celle-ci est le révélateur des faiblesses subsistantes au sein de la Fabrique, et sonne le glas de l'industrie soyeuse lyonnaise.

#### Les années 1920: petite nouveauté et grand luxe, le nouveau modèle de la Fabrique

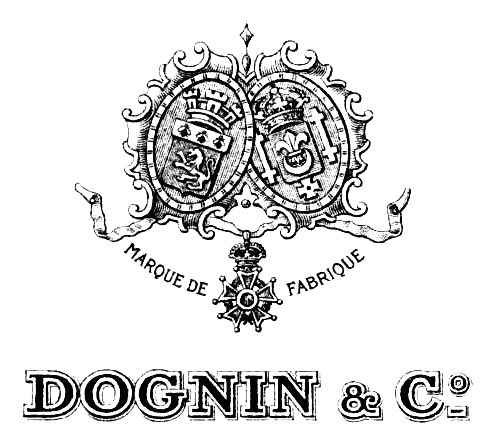
Les armes de la maison Dognin.

Durant les années 1920, la Fabrique lyonnaise connaît un essor commercial important grâce à une mécanisation poussée, aux débouchés de la haute couture et l'essor du prêt-à-porter. Cette période voit également les circuits commerciaux se modifier complètement pour se tourner résolument vers la nouvelle puissance mondiale américaine. Parmi les maisons qui connaissent un grand succès à cette époque, il y a Bianchini-Férier, Ducharne ou Coudurier-Fructus.

##### Mécanisation et rationalisation
Durant les années 1920, la Fabrique change d'ère en renonçant définitivement aux métiers à bras. Pour beaucoup de maisons majeures, cette époque est celle d'un renouvellement de génération des dirigeants et les nouveaux n'hésitent pas à s'engager dans la voie de la mécanisation. Qu'elles s'orientent vers le luxe ou des produits plus accessibles, ces firmes s'industrialisent. Les artisans tisseurs traditionnels, propriétaires de deux ou trois métiers et travaillant pour le compte d'un marchand-fabricant, disparaissent massivement à cette époque. Il subsiste encore 17 300 métiers à bras en 1914, ils ne sont plus que 5 400 en 1924, selon une tendance définitive. Pour de nombreuses sociétés, cette industrialisation s'accompagne d'une rationalisation de la production, en intégrant dans une même usine le plus d'étapes possibles de la production. La maison Dognin et la société Petits-fils de Cl.-J. Bonnet sont représentatives de cette politique. En règle générale, les maisons déjà engagées dans ce processus ou celles qui suivent vigoureusement connaissent alors une réussite leur permettant d'investir dans des ouvertures ou des agrandissements d'usine importants. Dans le même mouvement, de nombreuses maisons s'engagent dans le tissage de fibres artificielles, essentiellement la viscose.

##### Produire en masse: la petite nouveauté
En se modernisant, les soyeux sont alors en phase avec la prospérité des Années folles. Ils suivent l'engouement des classes moyennes urbaines à la recherche de vêtements de mode à un prix pas trop élevé. Les circuits mis en place partent des modèles de haute couture, qui sont simplifiés et fabriqués avec des matières moins chères. Les couturiers vendent ainsi non seulement des vêtements uniques et luxueux, mais aussi les modèles destinés à une clientèle souhaitant copier les élites. « En Amérique, principalement à New-York, les modèles vendus sont adaptés pour être reproduits en série. À chacun d'eux est jointe une « fiche de références », remise par le vendeur et qui porte des renseignements facilitant leur répétition : qualité du tissu, métrage nécessaire ou noms des fournisseurs ».

##### Suivre la mode parisienne: les soyeux lyonnais et le luxe mondial

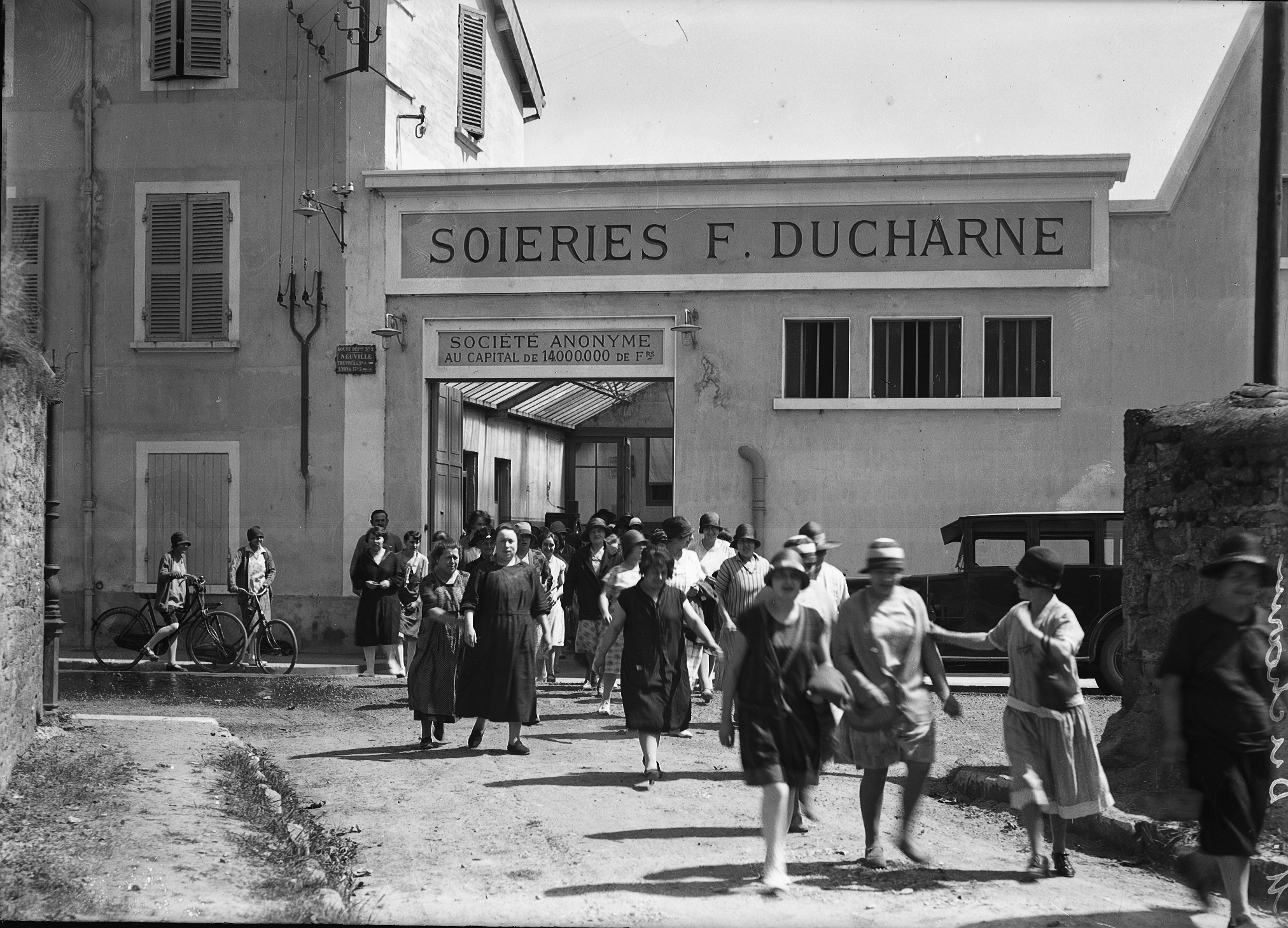
La sortie des ouvrières, Soieries F. Ducharne à Neuville-sur-Saône, en 1930.

Les soyeux lyonnais bénéficient également du statut de Paris comme capitale mondiale de la mode, qui leur permet d'être à la pointe de la créativité. La majorité des maisons suivent de près les tendances parisiennes de la haute couture, qui dictent les évolutions de la mode,. Créant ainsi des tissus de Haute nouveauté, ils retrouvent une place dominante sur le marché du luxe mondial. La multiplication des maisons de haute couture à cette époque permet à la plupart des maisons lyonnaises de trouver des acheteurs. La clientèle des maisons de haute couture, qui s'américanise beaucoup, est constituée de très riches particuliers pour une petite part et d'acheteurs professionnels pour la majorité. Si les premiers sont très recherchés pour leur capacité à assurer la renommée d'une collection, les seconds le sont pour le volume de tissu qu'ils demandent. Pour disposer d'une équipe de dessinateurs capable de suivre au plus près la mode parisienne, la Fabrique crée une école directement à Paris, l'école Dubost.
Parmi les maisons naissant à cette époque, on peut citer les Soieries Ducharne, créée en 1920 à Lyon et à Neuville-sur-Saône, qui s'orientent rapidement vers les fabrications destinées à la haute couture française.
Le secteur du luxe reste toutefois fragile. En effet, le goût des élites change et se porte vers moins de vêtements luxueux durant la journée. Les femmes, notamment, délaissent les robes sophistiquées pour leurs activités journalières, les réservant pour les sorties du soir. Cela restreint la demande en soies les plus précieuses.

#### La Fabrique dans la crise de 1929
La plupart des grosses maisons soyeuses lyonnaises sont restées sur un mode de fonctionnement assez élitiste, et ne profitent pas de la réduction des coûts permis par l'arrivée des fibres artificielles pour faire baisser leurs prix de vente et viser une clientèle modeste. Elles ne s'en servent qu'à la marge, pour donner des aspects particuliers ou des qualités nouvelles à la soie naturelle. Ainsi, en 1927, si l'agglomération lyonnaise produit plus du tiers de la fibre artificielle française, ses propres tissus n'en contiennent pas plus de 10 %, beaucoup de maisons refusant encore d'en introduire dans leurs produits. Lorsque la crise de 1929 frappe les États-Unis, la soierie lyonnaise, qui exporte massivement pour les élites américaines ressent vivement le choc. Les carnets de commande étant alors pleins, la Fabrique connaît encore une activité acceptable jusqu'en 1932, mais les dirigeants voient s'approcher une crise qui les laisse sans solution de repli. En effet, la prospérité des années 1920 a entraîné la multiplication de nouvelles petites maisons qui proposent des tissus de soie de qualité moyenne à médiocre. Celles-ci inondent le marché qui, lorsque la crise frappe, se trouve pour plusieurs années saturé, forçant de nombreux acteurs à vendre à perte. Par ailleurs, leur volonté de ne pas investir dans des matières moins chères (coton, laine) les prive d'une alternative à une période où la soie ne trouve plus preneur.
Le choc est très violent. Entre 1928 et 1934, la valeur de la production de soieries s'effondre de 76 %. Sur ces huit ans, cinquante maisons disparaissent, leur nombre passant de 119 à 69. Des sociétés importantes et séculaires s'effondrent, telles les Guérin, Payen ou Ulysse Pila. En valeur, durant la même période, les sorties de soie de la ville passent de 5 150 M.F. à 1 200 M.F.. Les exportations, vitales pour la survie de l'industrie lyonnaise, s'effacent également. En valeur, de 3 769 M.F. en 1928, elles s'abaissent à 546 M.F. en 1936. En volume, elles ne diminuent que de moitié, ce qui montre bien une forte baisse des prix de vente.
Pour survivre, beaucoup de sociétés abandonnent purement et simplement la soie, se tournant entièrement vers les fibres artificielles. Même si cette fibre est bien moins rémunératrice, son prix bas permet de trouver encore un marché. Ainsi, si la part de la soie dans les exportations lyonnaises baisse de 83 % en seulement cinq ans, entre 1929 et 1934, celle de la rayonne augmente de 91 %. Cette reconversion brutale et définitive sonne le glas de la soie à Lyon. En 1937, la rayonne représente 90 % des matières premières utilisées par les entreprises textiles lyonnaises. Pour survivre, de nombreuses entreprises se tournent vers le marché intérieur, notamment colonial, aussi réduit soit-il. Pour la première fois, la Fabrique ne trouve pas en son sein d'unité pour prendre des mesures capables de surmonter la nouvelle crise. Les différentes solutions de régulation proposées échouent les unes après les autres, sans qu'il soit possible de dire si elles auraient apporté une réponse.
Le point le plus bas est atteint en 1936, mais la timide reprise de 1937 et 1938 n'est qu'une courte stagnation avant le nouveau choc de la Seconde Guerre mondiale.

## De la Seconde guerre mondiale auXXIesiècle: fin de la Fabrique et mutations commerciales
Pour un article plus général, voir Lyon depuis 1944.
La reconversion de la majorité des fabricants dans l'industrie de la rayonne dans les années 1930 n'est qu'une solution illusoire et ce secteur s'effondre à son tour durant les Trente Glorieuses. Malgré des efforts pour organiser et soutenir le secteur au moyen de structures de conseil et d'entraide, la soie naturelle est, quant à elle, confinée à un marché de luxe. Lyon, par contre, développe un savoir-faire dans le domaine de la conservation, la restauration et la mise en valeur patrimoniale de la soie.

### La Seconde Guerre mondiale
L'entrée de la France dans la Seconde Guerre mondiale porte un rude coup à l'industrie soyeuse lyonnaise. Les importations de soie grège sont stoppées, les exportations rendues quasi impossibles. Elles ne reprennent qu'en 1946, rendant l'utilisation de la rayonne indispensable pour continuer à produire. Quant à l'industrie de la soie artificielle, elle se trouve pour son approvisionnement en concurrence dans l'économie dirigée de Vichy avec d'autres industries nationales. Les tentatives de l'administration vichyste pour moderniser la production de textiles à Lyon ne produisent que peu d'effets. Elles se trouvent freinées par les résistances locales, les concurrences entre structures et les difficultés inhérentes à la période.
L'importation et l'exportation de la soie sont quasiment à l'arrêt en 1945 ; elles ne reprennent qu'avec difficulté les années suivantes. Les contraintes de l'administration et la désorganisation de la filière empêchent toute reprise notable de la production avant 1948. À cela s'ajoutent pour les premières années de l'après-guerre les difficultés d'approvisionnement en matières premières annexes (produits tinctoriaux principalement).

### La fin d'une industrie dominante
La seconde moitié du XXe siècle voit la structure traditionnelle de la Fabrique lyonnaise se déliter et disparaître, malgré de nombreuses tentatives pour survivre. Les structures destinées à la revigorer ne parviennent pas à enrayer l'effondrement des ventes et des effectifs. Durant cette période, la Fabrique disparaît en tant que force économique structurant la région lyonnaise. Les quelques maisons survivantes sont positionnées sur les créneaux élitistes du grand luxe, de la haute couture et de la restauration de tissus anciens.

#### Le déclin du textile lyonnais
L'adoption de la soie artificielle, la rayonne, lors du choc de 1929 par les soyeux lyonnais n'est qu'un remède temporaire à la crise. En effet, cette fibre est fortement concurrencée par l'apparition du nylon dans les années 1950. Or, cette nouvelle matière nécessite des investissements bien plus lourds, que la plupart des maisons textiles ne peuvent assumer. Dans le même temps, les efforts pour moderniser les outils de production sont très insuffisants, les délais de fabrication et les volumes restant inférieurs à la plupart des autres aires de production textiles mondiales. La Fabrique ne peut pas se tourner vers la production de lignes de prêt-à-porter à bas coût.
Cela entraîne une nouvelle vague de disparition. Entre 1964 et 1974, le nombre des maisons chute de 55 % et celui des usines de 49 %. Les plus petites maisons sont les premières à disparaître, mais certaines institutions font également faillite, telle la maison Gindre en 1954 ou la maison Dognin en 1975. Les effectifs de l'industrie textile fondent littéralement. En 14 ans, entre 1974 et 1988, les employés du secteur de la région lyonnaise passent de 43 000 à 18 000. Le nombre de métiers à tisser diminue lui de 23 000 en 1974 à 15 000 en 1981 et 5 750 en 1993.

#### Organisation du secteur
Pour résister au déclin, plusieurs maisons lyonnaises s'unissent dans une structure pour mutualiser les investissements et mieux diffuser les contacts et les idées. Ce « Groupement des créateurs de Haute Nouveauté », né en 1955, comprend huit sociétés dont Brochier, Blanc Fontvieille & Cie ou Bianchini-Férier. Cette institution connaît plusieurs succès et permet à plusieurs maisons de résister aux crises du secteur. Le secteur de la soie s'appuie par la suite sur plusieurs autres organisations qui l'aident à survivre et se développer, dont Unitex en 1974 (association lyonnaise de conseils aux entreprises textiles), Inter-soie France en 1991 (association regroupant les acteurs lyonnais de la soie et organisant le marché des soies lyonnaises) ou l'association internationale de la soie,.

### Réorientation de l'industrie soyeuse lyonnaise
Les débouchés habituels échappent à la Fabrique, le luxe n'utilisant presque plus de soie et la concurrence sur les prix des articles ordinaires devenant intenable. Les dernières sociétés de soieries lyonnaises se réorientent donc vers les textiles techniques, la restauration et les activités patrimoniales.

#### La fin de la clientèle traditionnelle de la soierie

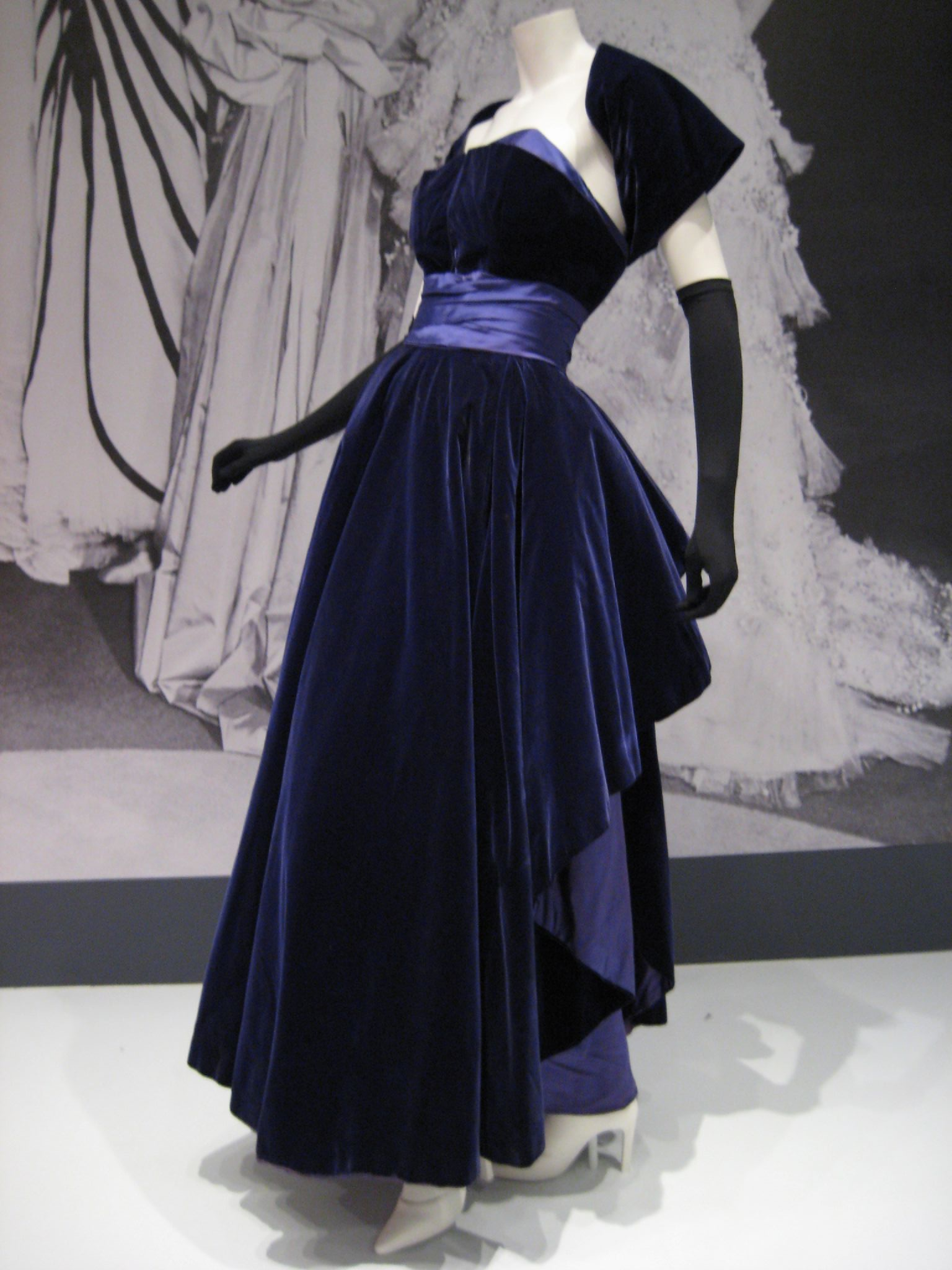
Robe en soie et gants du soir Christian Dior, présentée au musée d'Art d'Indianapolis.

La clientèle traditionnelle de la Fabrique que sont les élites, prêtes à débourser des fortunes dans de l'habillement de soirée et de cérémonie et dans l'aménagement de leur demeure, est en crise dans les années trente et tend à disparaître dans les années cinquante avec les transformations sociales que connaissent les pays développés. La vague de démocratisation et l'influence de la culture américaine porte un coup définitif aux commandes de riches vêtements en soie. La mode parisienne, débouché naturel et porte-étendard des productions lyonnaises à travers le monde est en crise sévère, de nombreuses maisons de haute couture fermant et les restantes ne survivant que grâce à leur lignes de prêts-à-porter.
Sur le créneau du tissu d'ameublement, il existe encore la maison Tassinari & Chatel, reprise par l'éditeur de tissu Lelièvre, qui travaille essentiellement pour l'hôtellerie de grand luxe, les États ou de très riches particuliers, la Manufacture Prelle, restée familiale depuis cinq générations, et la maison Velours Blafo, nouvelle dénomination, à partir de 1990, de Blanc Fontvieille & Cie, leader français, depuis une quarantaine d'années, dans la fabrication de velours techniques et spécialisée sur le marché des
tissus plats, unis et Jacquard.

#### La haute couture se détourne de la soie
Ces maisons se tournent de plus en plus largement vers d'autres matières. Les volumes de soie commandés deviennent faibles ; dès 1957, l'industrie textile de l'agglomération lyonnaise n'utilise plus que 800 tonnes de soie contre plus de 24 000 tonnes de fibres artificielles. En 1992, la production de tissu de soie est tombée à 375 tonnes. Certaines maisons tentent de se spécialiser dans les produits de luxe ; elles connaissent de nombreuses difficultés.
L'antique maison Bonnet choisit cette réorientation dans les années 1970 en se séparant des usines produisant des tissus moyens de gamme et en rachetant des sociétés disposant d'un savoir-faire de qualité. Dans les années 1990, elle produit des articles de luxe (vêtements et foulards) sous ses propres marques ou pour des maisons telles Dior, Chanel, Gianfranco Ferré ou Calvin Klein. Les dirigeants essaient également d'exploiter la dimension historique de la société en fondant un musée. Mais elle reste fragile et s'éteint en 2001.
Les sociétés Bianchini-Férier et Bucol, qui travaillent également pour la haute couture, parviennent à subsister. Bucol (société fondée en 1928) est parvenu à survivre en se consacrant uniquement à la Haute nouveauté grâce à un solide réseau au sein de la haute couture parisienne. Elle s'est ainsi associée à Hubert de Givenchy en 1985 pour la production de « crêpe simple ou façonné, de mousseline sculptée ou rayée de satin, de fleurs multicolores jetées en semis ou en grands imprimés, coordonnées entre elles ou harmonisées à des pois, des rayures ou des motifs géométriques ». La même maison s'est associée à plusieurs artistes contemporains dans les années 1980 pour la création de tableaux tissés. Yaacov Agam, Pierre Alechinsky, Paul Delvaux, Jean Dewasne, Hans Hartung, Friedensreich Hundertwasser, Roberto Matta y ont participé. Rachetée par le groupe Hermès, la maison Bucol lui réalise ses carrés de soie imprimés. Elle fabrique aussi pour Dior, Balmain ou Chanel.

#### Restauration et conservation du patrimoine

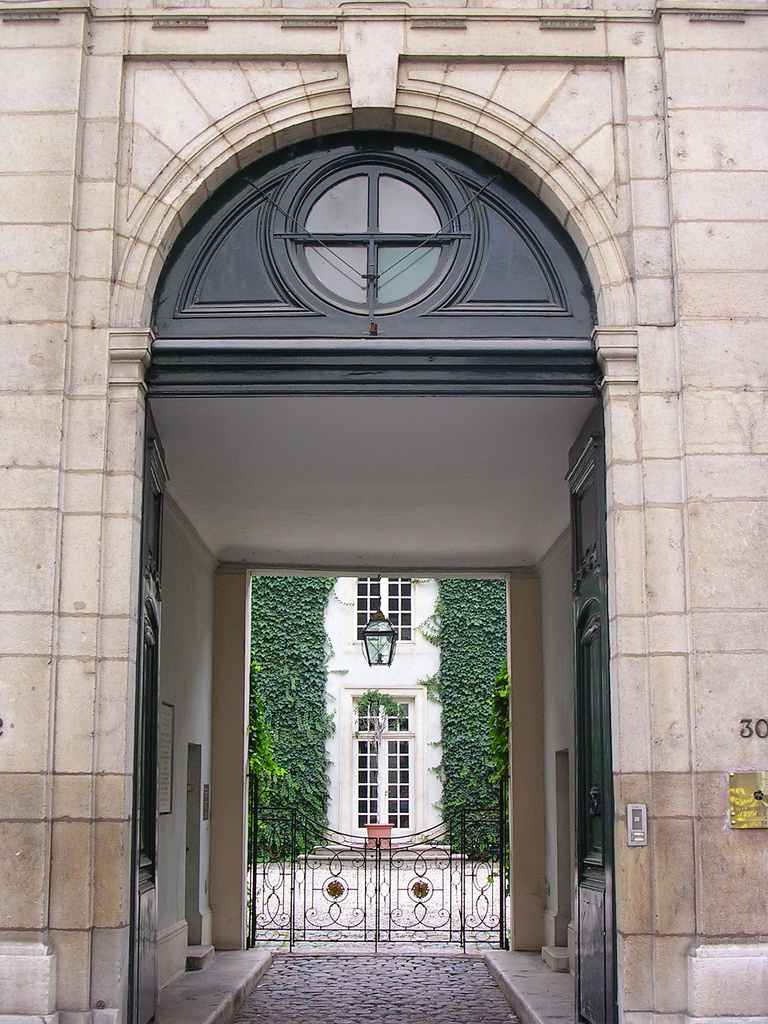
Entrée du Musée des tissus et des arts décoratifs.

Très tôt, les autorités lyonnaises ont cherché à établir des dépôts de motifs. À l'origine, cette entreprise a un but utilitaire, pour permettre la reconnaissance de la propriété, soutenir la formation des futurs dessinateurs et fournir de l'inspiration aux maisons. Au cours du XIXe siècle, ce projet prend une direction purement patrimoniale et historique au sein du musée des Tissus. Celui-ci accueille dorénavant les collections issues de la longue histoire soyeuse lyonnaise. Ainsi, les échantillons et dessins conservés par le tribunal des prud'hommes sont versés au musée en 1974 lors du déménagement de l'instance judiciaire.
Le musée des tissus est doté d'un atelier de restauration de tissus anciens en 1985, en partie financé par la direction des musées de France. Construit sur le modèle de celui de la fondation Abegg à Riggisberg, il travaille dans la restauration de pièces publiques ou privées. Il est également le siège du Centre International d'Étude des Textiles Anciens, fondé en 1954 et qui regroupe plus de 500 membres de 34 pays.
Les manufactures Tassinari & Chatel et Prelle entretiennent le savoir-faire de la soie d'ameublement pour la restauration de pièces d'époque. Elles bénéficient dans les années 1960 et 1970 de la volonté de l'État de procéder à un vaste plan de restauration des pièces d'ameublement des châteaux royaux. Ce travail de restauration se double d'une recherche de type archéologique menée par les spécialistes des deux maisons pour parvenir à retrouver les couleurs, les tissages et les motifs identiques aux originaux. Ce premier chantier leur ouvre les portes d'autres entreprises de restauration à l'étranger. Ainsi, le gouvernement allemand leur confie la restauration de plusieurs châteaux dont ceux de Brühl ou de Nymphenbourg.

#### Textiles techniques
Un certain nombre de sociétés quitte le monde de la soierie pour survivre, s'engageant sur le marché des textiles techniques à haute valeur ajoutée. En 1987, les quatre principales entreprises de la région lyonnaise de ce secteur sont Porcher, Brochier, Hexel-Genin et DMC. Cette stratégie rencontre un certain succès. Par exemple, la production de tissus en fibre de verre passe de 13 500 tonnes en 1981 à 30 000 en 1988.